# Vernosc-lès-Annonay
 (octobre 2014).
Si vous disposez d'ouvrages ou d'articles de référence ou si vous connaissez des sites web de qualité traitant du thème abordé ici, merci de compléter l'article en donnant les références utiles à sa vérifiabilité et en les liant à la section « Notes et références ».
Vernosc-lès-Annonay est une commune française située dans le département de l'Ardèche, en région Auvergne-Rhône-Alpes.

## Géographie

### Situation et description
Vernosc-lès-Annonay est située sur un plateau à environ 350 mètres d'altitude à 15 kilomètres de la vallée du Rhône. On y accède à partir de la route départementale 86 (ex-N 86) en montant par les communes d'Andance et de Talencieux. La commune est placée à 7 kilomètres d'Annonay, bordée par la vallée de la Cance et la pittoresque route départementale D 270 qui suit la rivière de Silon (commune de Sarras) jusqu'à Annonay. Cette route sinueuse et étroite passe près du monolithe granitique de la Roche Péréandre.
La commune est constituée du chef-lieu (Vernosc) et de hameaux : Clémencieux, le Mourio, la Grange Seux, la Grange Sainte-Claire, la Gare, Midon, Vert et d'habitations isolées. Avec le développement pavillonnaire et d'une zone d'activités, ces entités n'en forment pratiquement qu'une aujourd'hui.

### Climat
Pour des articles plus généraux, voir Climat d'Auvergne-Rhône-Alpes et Climat de l'Ardèche.
En 2010, le climat de la commune est de type climat du Bassin du Sud-Ouest, selon une étude du CNRS s'appuyant sur une série de données couvrant la période 1971-2000. En 2020, Météo-France publie une typologie des climats de la France métropolitaine dans laquelle la commune est dans une zone de transition entre le climat de montagne et le climat méditerranéen et est dans une zone de transition entre les régions climatiques « Moyenne vallée du Rhône » et « Sud-est du Massif Central ».
Pour la période 1971-2000, la température annuelle moyenne est de 11,4 °C, avec une amplitude thermique annuelle de 17,6 °C. Le cumul annuel moyen de précipitations est de 869 mm, avec 8 jours de précipitations en janvier et 5,6 jours en juillet. Pour la période 1991-2020, la température moyenne annuelle observée sur la station météorologique de Météo-France la plus proche, sur la commune d'Annonay à 4 km à vol d'oiseau, est de 12,3 °C et le cumul annuel moyen de précipitations est de 801,5 mm,. Pour l'avenir, les paramètres climatiques de la commune estimés pour 2050 selon différents scénarios d'émission de gaz à effet de serre sont consultables sur un site dédié publié par Météo-France en novembre 2022.
| Mois                                  | jan.           | fév.           | mars           | avril         | mai           | juin          | jui.          | août           | sep.           | oct.          | nov.          | déc.           | année     |
| ------------------------------------- | -------------- | -------------- | -------------- | ------------- | ------------- | ------------- | ------------- | -------------- | -------------- | ------------- | ------------- | -------------- | --------- |
| Température minimale moyenne (°C)     | 0,2            | 0,2            | 2,9            | 5,7           | 9,5           | 12,9          | 14,9          | 14,5           | 11             | 8             | 3,6           | 0,9            | 7         |
| Température moyenne (°C)              | 3,8            | 4,7            | 8,4            | 11,6          | 15,5          | 19,4          | 21,6          | 21,3           | 17             | 12,8          | 7,5           | 4,4            | 12,3      |
| Température maximale moyenne (°C)     | 7,4            | 9,1            | 14             | 17,4          | 21,6          | 25,8          | 28,4          | 28,1           | 23,1           | 17,7          | 11,5          | 7,9            | 17,7      |
| Record de froid (°C) date du record   | −18 07.01.1985 | −13,5 05.02.12 | −11,5 01.03.05 | −5 08.04.03   | 0 06.05.1979  | 2 04.06.1984  | 6 27.07.1987  | 4,6 07.08.1987 | 1,8 22.09.1977 | −5 31.10.1997 | −9 28.11.1985 | −12,5 16.12.01 | −18 1985  |
| Record de chaleur (°C) date du record | 18,6 01.01.22  | 21,2 24.02.21  | 25,5 31.03.21  | 28,8 30.04.05 | 33,8 24.05.09 | 38,5 25.06.03 | 39,7 24.07.19 | 40,5 13.08.03  | 34 18.09.1987  | 29,8 10.10.23 | 22,7 14.11.23 | 19,5 01.12.00  | 40,5 2003 |
| Précipitations (mm)                   | 50,7           | 34,4           | 40,2           | 61,8          | 75,5          | 62,6          | 67,7          | 56,8           | 88,1           | 106,7         | 105,9         | 51,1           | 801,5     |

### Hydrographie
Le territoire de la commune est bordé par la Cance, un affluent direct du Rhône en sa rive droite.

## Urbanisme

### Typologie
Au 1er janvier 2024, Vernosc-lès-Annonay est catégorisée petite ville, selon la nouvelle grille communale de densité à 7 niveaux définie par l'Insee en 2022.
Elle est située hors unité urbaine. Par ailleurs la commune fait partie de l'aire d'attraction d'Annonay, dont elle est une commune du pôle principal,. Cette aire, qui regroupe 37 communes, est catégorisée dans les aires de 50 000 à moins de 200 000 habitants,.

### Occupation des sols
L'occupation des sols de la commune, telle qu'elle ressort de la base de données européenne d’occupation biophysique des sols Corine Land Cover (CLC), est marquée par l'importance des territoires agricoles (55,5 % en 2018), en diminution par rapport à 1990 (63,5 %). La répartition détaillée en 2018 est la suivante : 
zones agricoles hétérogènes (55,5 %), forêts (22,7 %), zones urbanisées (12,6 %), milieux à végétation arbustive et/ou herbacée (9,1 %).
L'évolution de l’occupation des sols de la commune et de ses infrastructures peut être observée sur les différentes représentations cartographiques du territoire : la carte de Cassini (XVIIIe siècle), la carte d'état-major (1820-1866) et les cartes ou photos aériennes de l'IGN pour la période actuelle (1950 à aujourd'hui).

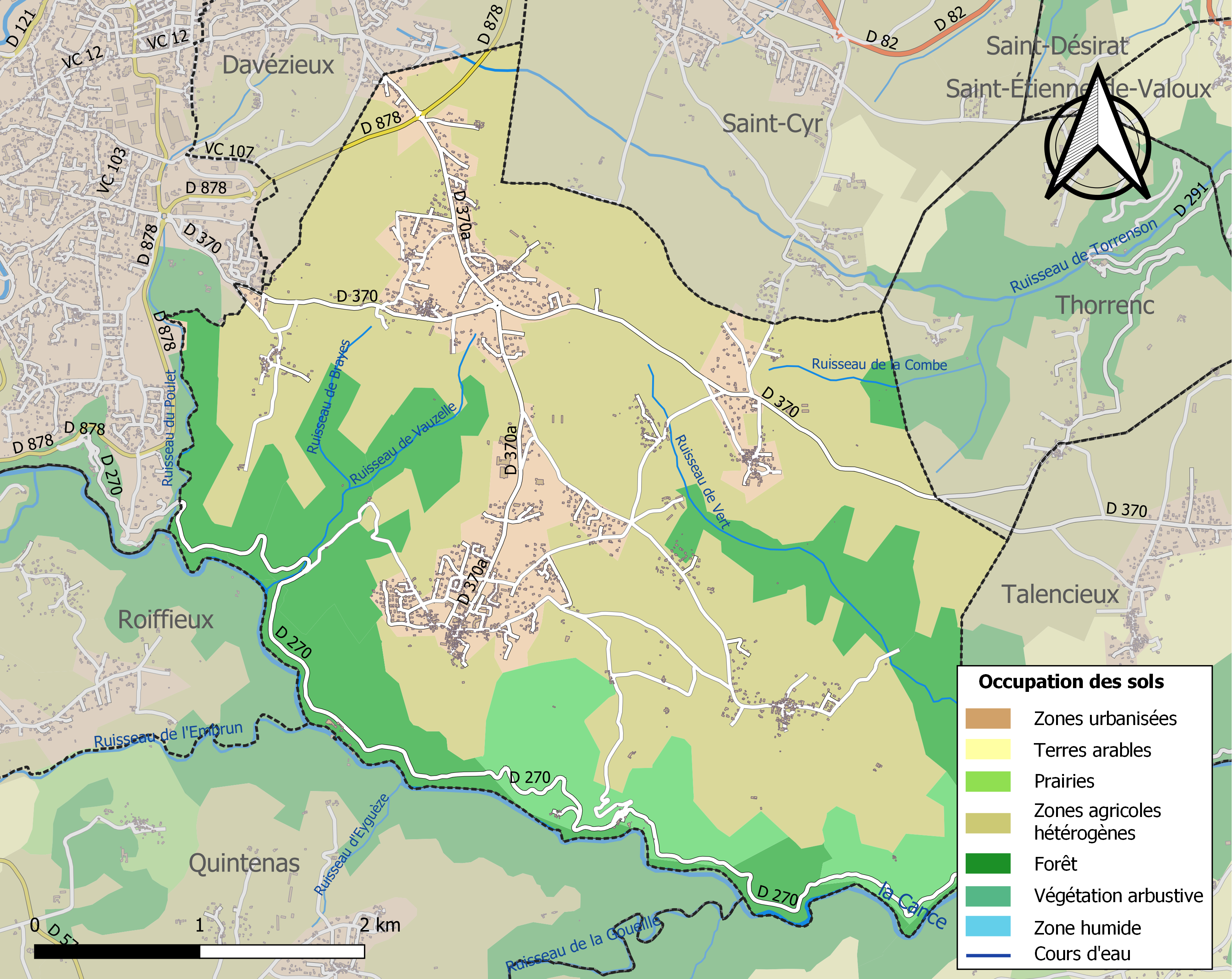
Carte des infrastructures et de l'occupation des sols de la commune en 2018 (CLC).

## Toponymie
En vivarais, la langue régionale anciennement parlée, le nom de la commune est Vernòsc en graphie classique et Vernosc en graphie mistralienne. Le nom est aussi le même en francoprovençal qui a également été parlé dans le secteur.

## Histoire

### Chronologie
- Xe s. av. J.-C. : implantation ligure ?
- Ier s. ap. J.-C. : voie gallo-romaine ?
- 805 : 1re mention d'une paroisse
- XIIIe - XVIIe s. : présence d'un château à Chal
- 1642 : premières élections de consuls
- 1710 : bâtiment de la première école
- vers. 1750 : installation d'un couvent Saint-Joseph
- 1794 : condamnation à mort de trois religieuses
- 1839 : début de l'enseignement public
- 1860 : ouverture d'une usine à Moulin sur Cance
- vers 1863 : construction de la passerelle Seguin
- 1871 : ouverture de la gare de Midon
- vers 1887 : achèvement de la nouvelle église
- 1897 : achèvement du clocher
- 1899 : ouverture de la route de la Cance
- 1902 : premier bureau de poste à la gare de Midon
- 1910 : nouvelle école publique
- 1922 : liaison téléphonique avec Annonay
- 1926 : arrivée de l'électricité
- 1945 : revêtement de la route d'accès au bourg
- 1958 : fermeture de la gare
- 1961 : arrivée de l'eau du Rhône
- 1965 : fermeture de l'usine de Moulin sur Cance
- 1966 : salle des fêtes dans l'ancienne école
- 1971 : première tranche d'un tout-à-l'égout
- 1971 : ouverture du lac de Vert
- 1971 : création du club de basket
- 1985 : nouvelle mairie et caserne
- 1986 : premiers échanges avec Maubach
- 1987 : fermeture de la voie ferrée
- 1990 : ouverture des deux courts de tennis
- 1991 : rachat de la voie ferrée
- 1995 : salle polyvalente et boulodrome de Fontas
- 1999 : premiers logements collectifs
- 2000 : premier bâtiment du centre commercial
- 2000 : Mapa Les Vernes
- 2003 : adhésion à la communauté de communes
- 2005 : arrivée du gaz naturel au village
- 2006 : jumelage officiel Vernosc-Maubach
- 2006 : 2e tranche de commerces
- 2009 : Maison de la Musique
- 2010 : plateau médical
- 2019 : ouverture d'une pharmacie

### Des origines anciennes
Le village pourrait avoir une origine très ancienne, puisque sa terminaison en -osc est caractéristique d'un nom ligure : cette peuplade venue d'Orient s'est introduite dans le Sud de la France 1 000 ans av. J.-C.
L'époque gauloise n'a pas laissé de traces. Par contre, des matériaux gallo-romains ont été retrouvés au Suc du Buis, au Suc de Chamieux et surtout au quartier du Chal. Le nom de Clémentieux semble d'origine romaine. Pugneux a pu être sur le trajet de la voie romaine qui conduisait du Rhône à Annonay.
Vernosc a semble-t-il été une paroisse dès la pénétration du christianisme dans les campagnes du Vivarais, entre le Ve et le VIIIe siècle. Elle dépendait de l'archiprêtré d'Annonay et du diocèse de Vienne.

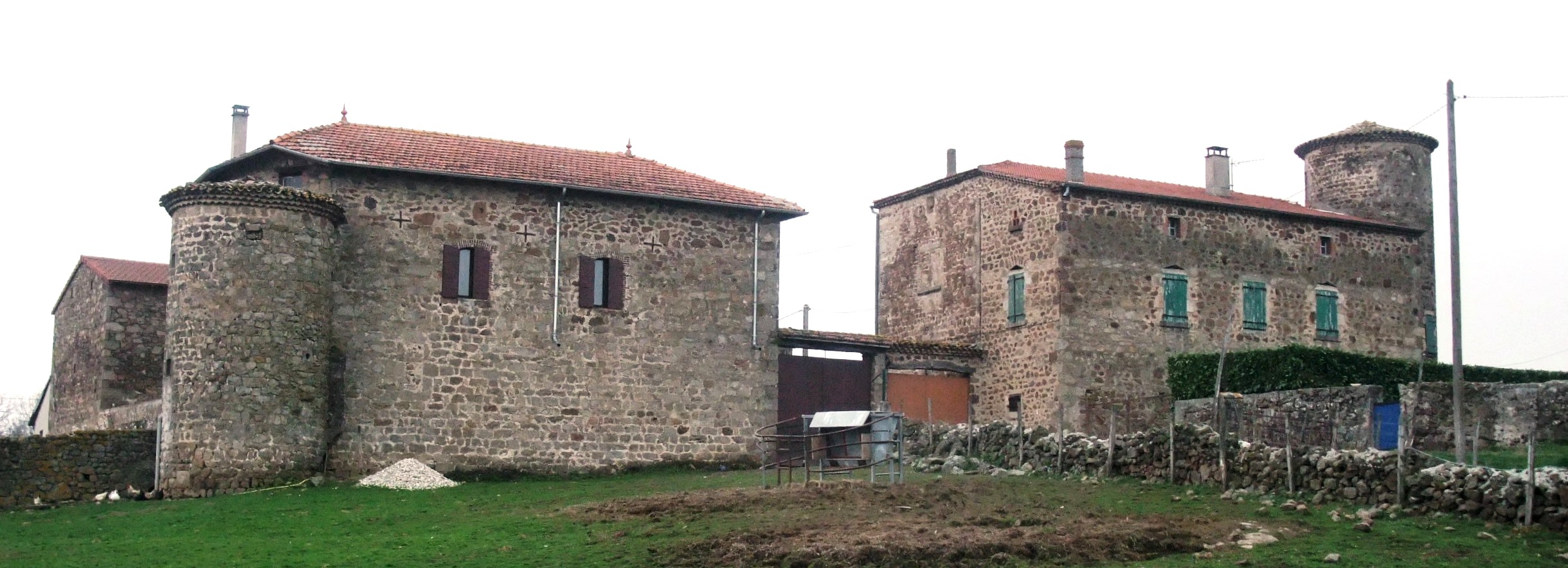
La ferme forte de Pugneux.

À l'époque féodale, Vernosc a dépendu de la baronnie de Thorrenc et d'Andance, qui faisait partie du domaine du seigneur de Montchal. Un château a existé pendant longtemps au hameau de Chal : il existait en 1332 ; au XVIIIe siècle, il avait été vendu aux religieuses de Sainte-Claire d'Annonay, qui étaient par ailleurs les propriétaires les plus importantes de Vernosc. Le bâtiment semble avoir disparu vers ces époques et on n'en trouve plus aucune trace aujourd'hui. Pugneux a été une autre maison forte, qui a sans doute été fortifiée au XVe siècle, et deux tours encadrent toujours ses bâtiments de ferme.

### Des conflits religieux
Au XVIe siècle, le protestantisme n'a converti personne à Vernosc, mais les combats ont touché occasionnellement les châteaux de Chal et de Pugneux. Au XVIIIe siècle, la Révolution a occasionné des conflits entre religion et patriotisme. Cela a été fatal à trois religieuses de la communauté de Saint-Joseph, qui étaient installées à Vernosc depuis les années 1750: les religieuses qui avaient caché un prêtre réfractaire ont été condamnées à mort à Privas le 5 août 1794. Leur communauté a pu redémarrer en 1803, avec la construction du bâtiment actuel de l'école Saint-Joseph. Les religieuses ont dû cependant enseigner un certain temps en tenue civile. L'école faisait pensionnat pour les écolières des hameaux éloignés.

### Des rivalités scolaires

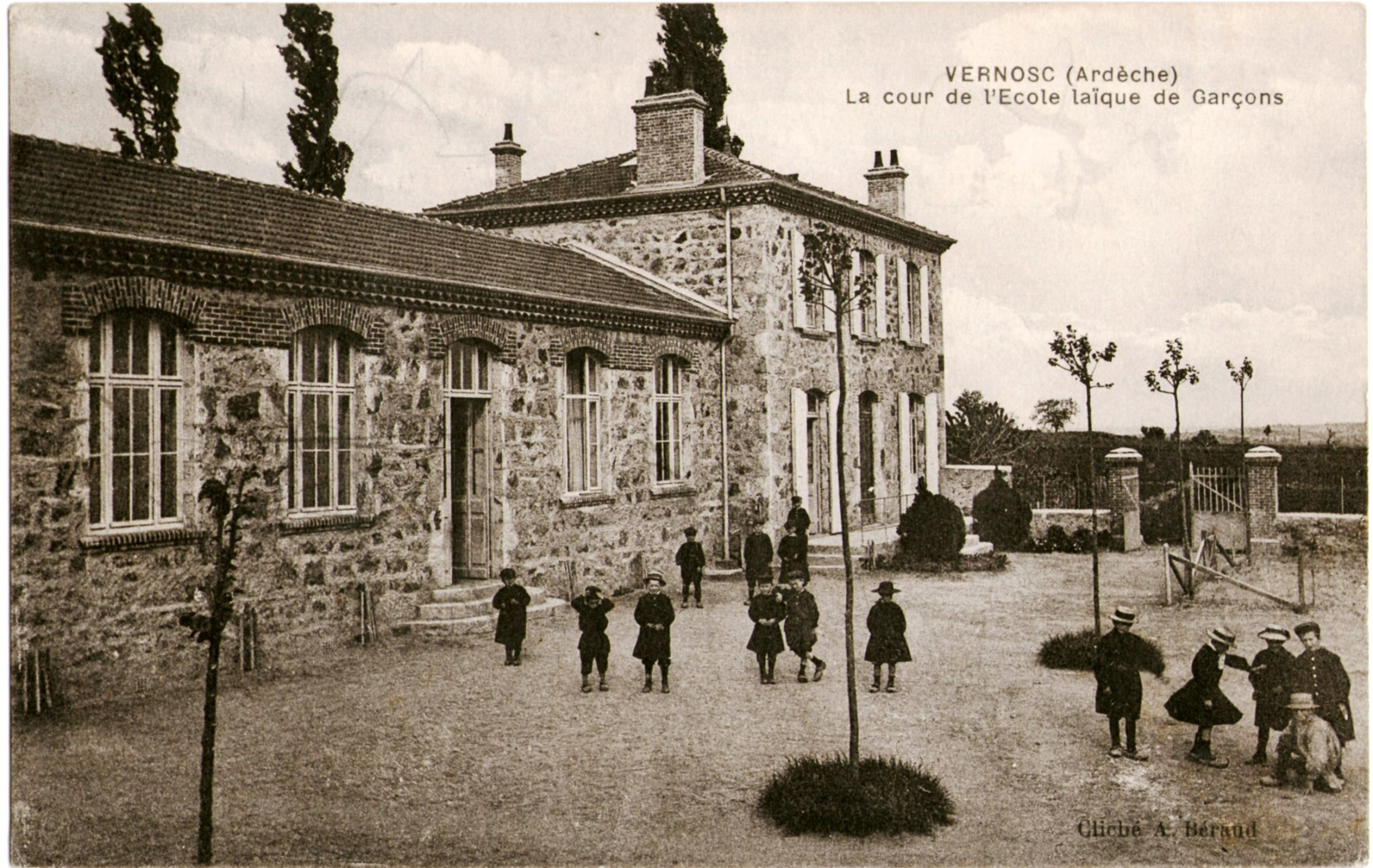
L'école publique a eu un bâtiment spécifique en 1910.

Pour l'enseignement public, un instituteur public a été installé à partir de 1839. En 1910, il a pu s'installer dans les bâtiments de l'école actuelle, destinée à accueillir garçons et filles. Mais à Vernosc, les deux écoles sont restées longtemps spécialisées : les familles mettaient leurs filles chez les sœurs, et leurs garçons à l'école publique. Ce n'est que dans les années 1970 que des familles ont osé inscrire des filles à l'école publique. Et les sœurs de Saint-Joseph ont ouvert aussi leur école à la mixité. Par la suite, c'est surtout l'école publique qui a profité de l'arrivée de nouvelles familles dans les dernières décennies.

### Agriculture, mais aussi industrie

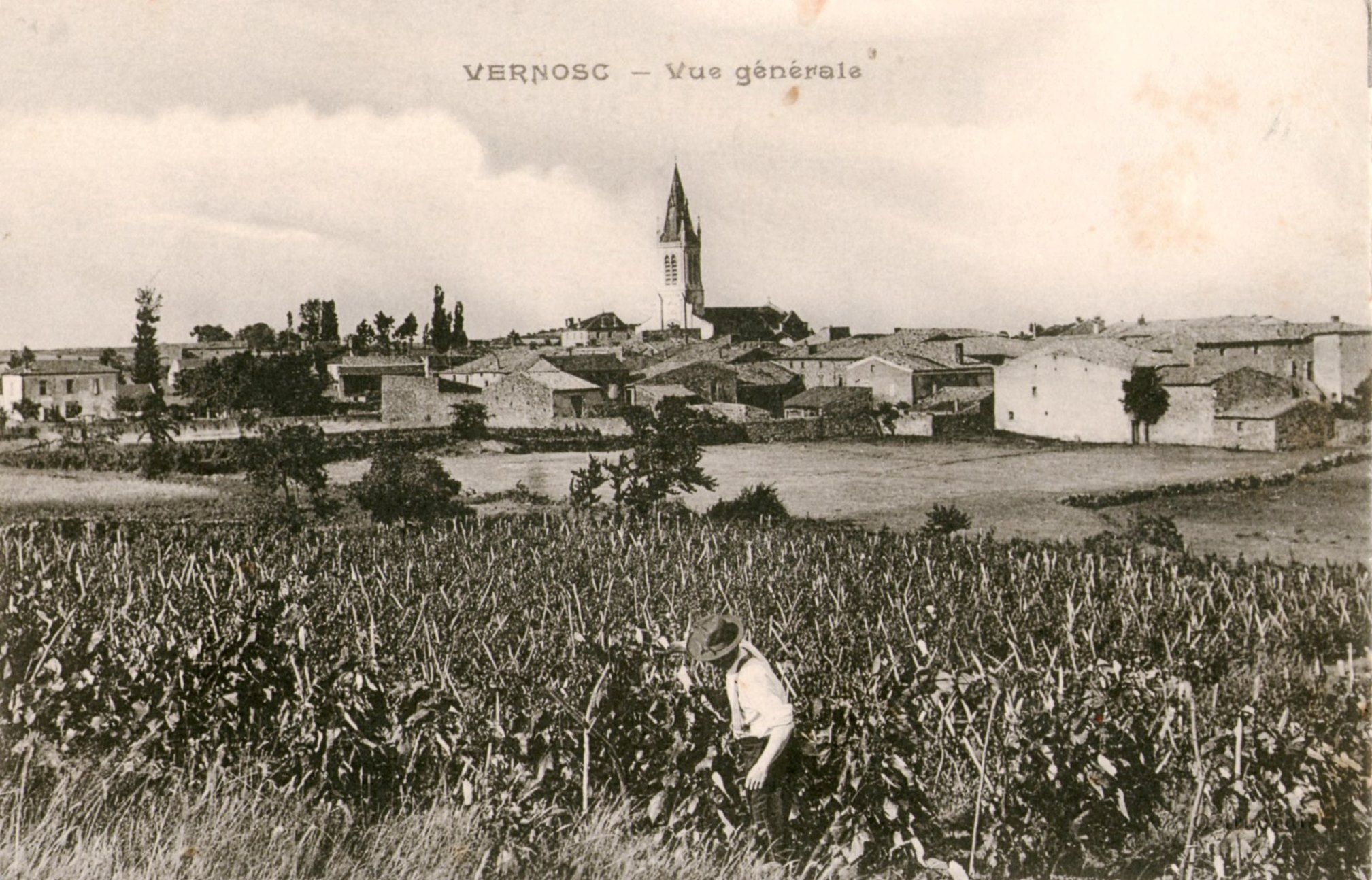
La viticulture est restée pendant longtemps une activité importante.

L'agriculture a été l'activité principale de Vernosc pendant de nombreux siècles : céréales, élevage, mais aussi jardins, vergers et basses-cours pour l'alimentation quotidienne. On trouvera, en baladant au fil des hameaux, de beaux anciens bâtiments de ferme, restaurés souvent avec goût : à la place aménagée de Grange Sainte-Claire, autour de celle de Vert, dans les petites rues du Mourio, de Clémentieux ou de Midon.
À partir du XVIIe siècle, les activités agricoles ont été complétées par l'élevage des vers à soie. Les vers devaient être nourris de feuilles de mûrier et maintenus à une certaine température. Vers 1850, Vernosc produisait autour de 750 kg de cocons par an. Au début du XXe siècle, l'activité a décliné à cause de la maladie de la pébrine et de la concurrence de la soie artificielle.
À Vernosc, les cocons de soie trouvaient un débouché direct à l'usine de Moulin sur Cance, construite à partir de 1860 par la famille Glaizal qui développa ensuite le groupe TSR. L'usine a fonctionné pendant un siècle, passant progressivement au travail de moulinage de soie artificielle. Elle a compté jusqu'à près d'une centaine d'employés, ouvrières surtout, qui descendaient de Vernosc ou de Quintenas ou qui étaient logées sur place.

### Un déclin en début deXXesiècle
Aux XVIe, XVIIe et XVIIIe siècles, les estimations de population oscillent entre 500 et 700 habitants pour environ 150 maisons. Au XIXe siècle, la population a augmenté et a atteint le millier d'habitants, grâce sans doute à ses activités principales : l'agriculture et l'industrie textile. Par contre, pendant la première moitié du XXe siècle, Vernosc a connu un déclin. Des conséquences sans doute dues aux progrès dans l'agriculture, qui ont supprimé des emplois, sans que de nouvelles activités prennent le relais. L'année 1968 a été le creux de la vague avec 676 habitants.

### Une urbanisation récente

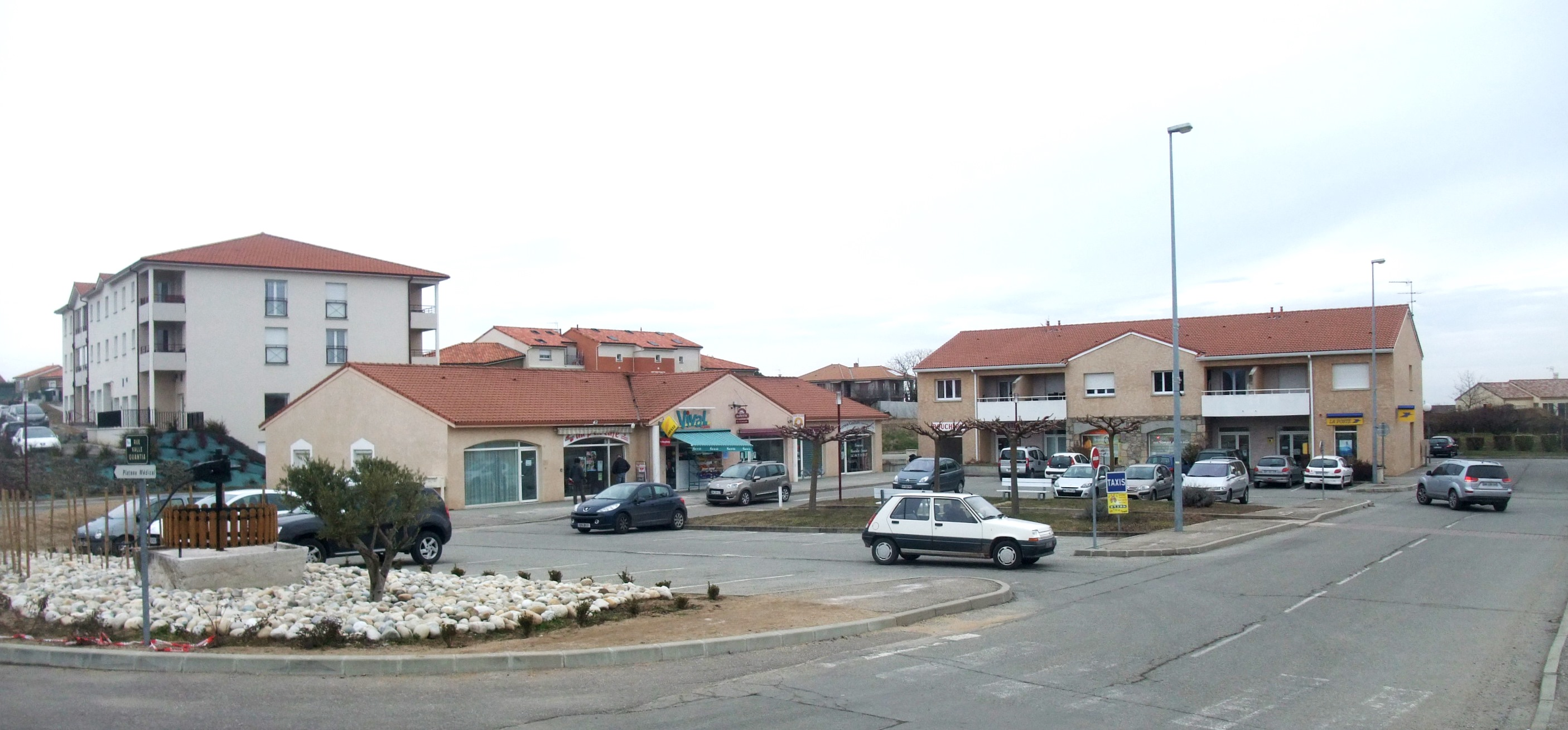
Le centre commercial, créé à partir de 2000.

C'est la construction de résidences individuelles qui a entraîné, à partir des années 1970, l'augmentation de la population à un rythme soutenu, avec une quarantaine de nouveaux habitants chaque année. Les nouvelles constructions se sont plus ou moins bien réparties, plus rapidement près d'Annonay et de Davézieux, où travaillent la majorité des nouveaux Vernoscois : en 1990, 145 actifs travaillaient dans la commune et 526 à l'extérieur. À noter quand même que quelques entreprises ont pu être accueillies sur la zone d'activité des Priaux.
L'accroissement de la population a nécessité la construction rapide d'équipements collectifs : réseaux d'énergies et assainissement, bâtiments publics, agrandissement des écoles, salles de sports et d'activités pour les nouvelles associations de loisirs qui n'ont pas manqué de se créer. Les hameaux les plus proches d'Annonay ayant tendance à se garnir plus rapidement, les dernières équipes municipales se sont attachées à renforcer l'attractivité du chef-lieu : commerces, logements locatifs, Mapa, plateau médical… Entre ces deux pôles, la zone artisanale et la salle polyvalente fournissent elles aussi un centre d'intérêt et de rencontres. Le chef-lieu peut sans doute se développer encore un peu. Mais le seuil des 2 500 habitants sur la commune pourrait constituer une limite à ne pas dépasser pour conserver un environnement rural et maintenir la pratique de la convivialité.

### Tendances politiques et résultats

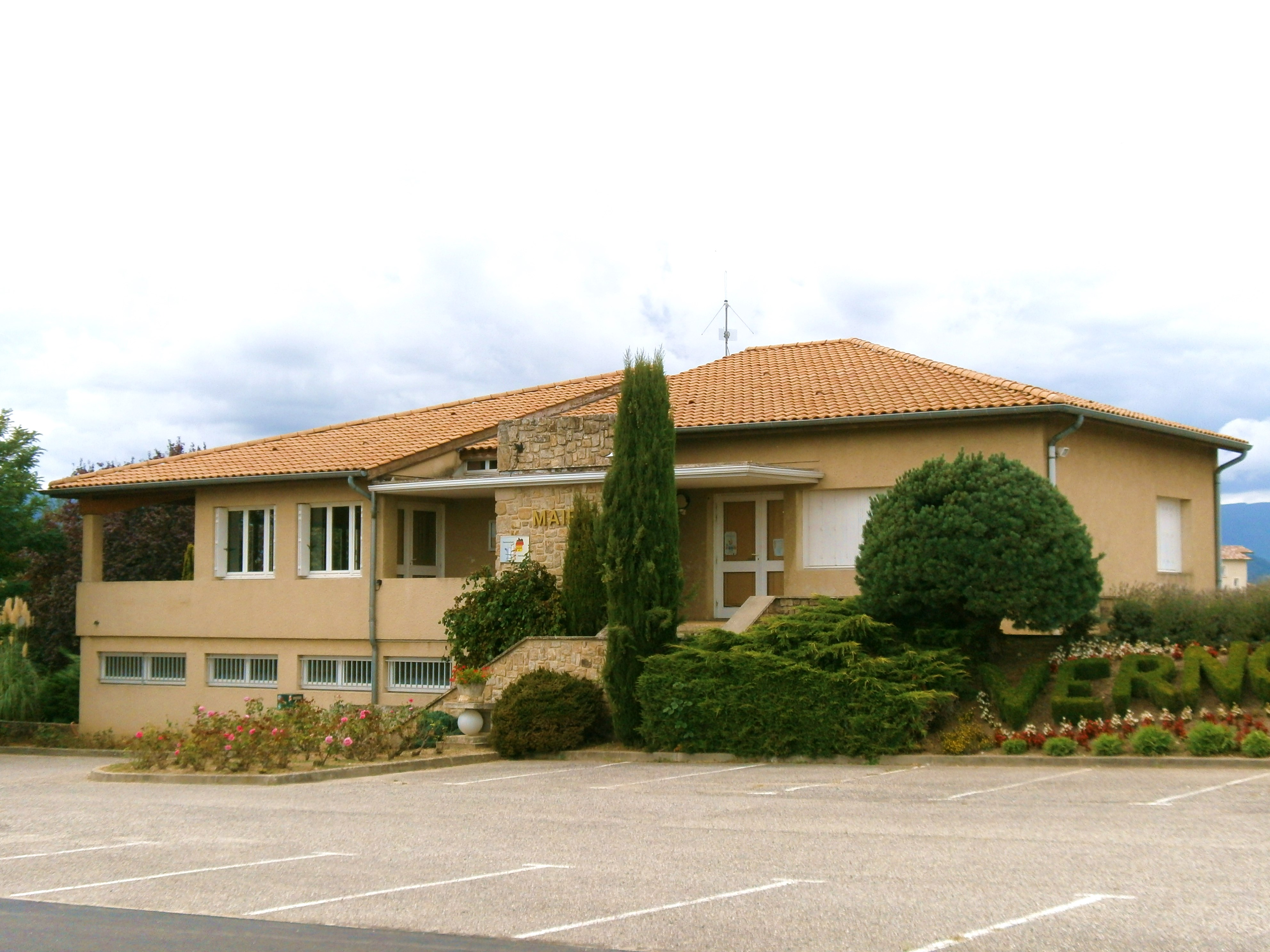
La nouvelle mairie a été construite en 1985.

## Politique et administration

### Liste des maires
| Période                                  | Période                     | Identité            | Étiquette | Qualité |
| ---------------------------------------- | --------------------------- | ------------------- | --------- | ------- |
| Les données manquantes sont à compléter. |                             |                     |           |         |
| 1892                                     | 1933                        | Camille Bechetoille |           |         |
| 1933                                     | 1944                        | Ferdinand Combe     |           |         |
| 1944                                     | 1947                        | Roger Entressangle  |           |         |
| 1947                                     | 1965                        | Jean Chalandard     |           |         |
| 1965                                     | 1983                        | Michel Faure        |           |         |
| 1983                                     | 2008                        | Alex Petit          |           |         |
| mars 2008                                | mars 2014                   | Denis Plenet        | SE        |         |
| mars 2014                                | En cours (au 30 avril 2022) | Patrick Olagne      | DVD       | Cadre   |

## Population et société

### Démographie
L'évolution du nombre d'habitants est connue à travers les recensements de la population effectués dans la commune depuis 1793. Pour les communes de moins de 10 000 habitants, une enquête de recensement portant sur toute la population est réalisée tous les cinq ans, les populations de référence des années intermédiaires étant quant à elles estimées par interpolation ou extrapolation. Pour la commune, le premier recensement exhaustif entrant dans le cadre du nouveau dispositif a été réalisé en 2005.

En 2022, la commune comptait 2 670 habitants, en évolution de +2,73 % par rapport à 2016 (Ardèche : +2,48 %, France hors Mayotte : +2,11 %).
| 1793 | 1800 | 1806 | 1821  | 1831  | 1836  | 1841 | 1846 | 1851  |
| ---- | ---- | ---- | ----- | ----- | ----- | ---- | ---- | ----- |
| 889  | 946  | 958  | 1 018 | 1 023 | 1 022 | 934  | 974  | 1 042 |

| 1856  | 1861  | 1866  | 1872 | 1876 | 1881 | 1886  | 1891  | 1896  |
| ----- | ----- | ----- | ---- | ---- | ---- | ----- | ----- | ----- |
| 1 016 | 1 082 | 1 065 | 936  | 987  | 975  | 1 019 | 1 013 | 1 054 |

| 1901  | 1906 | 1911 | 1921 | 1926 | 1931 | 1936 | 1946 | 1954 |
| ----- | ---- | ---- | ---- | ---- | ---- | ---- | ---- | ---- |
| 1 001 | 994  | 928  | 831  | 779  | 780  | 815  | 707  | 721  |

| 1962 | 1968 | 1975 | 1982  | 1990  | 1999  | 2005  | 2006  | 2010  |
| ---- | ---- | ---- | ----- | ----- | ----- | ----- | ----- | ----- |
| 697  | 677  | 951  | 1 307 | 1 527 | 1 679 | 2 080 | 2 157 | 2 287 |

| 2015  | 2020  | 2022  | - | - | - | - | - | - |
| ----- | ----- | ----- | - | - | - | - | - | - |
| 2 566 | 2 594 | 2 670 | - | - | - | - | - | - |

### Enseignement
La commune est rattachée à l'académie de Grenoble.

### Équipements et services publics
- École publique 9 classes
- École privée 3 classes
- MAPA 20 logements avec cantine scolaire
- Crèche intercommunale avec Davézieux et Saint-Cyr
- Salle polyvalente et boulodrome couvert de Fontas
- Courts de tennis
- Maison de la Musique et de la Danse
- Centre de loisirs municipal, Club ados 11-14 ans
- Bibliothèque municipale « Au fil des pages »

### Les associations
La commune de Vernosc rassemble plus d'une vingtaine d'associations.

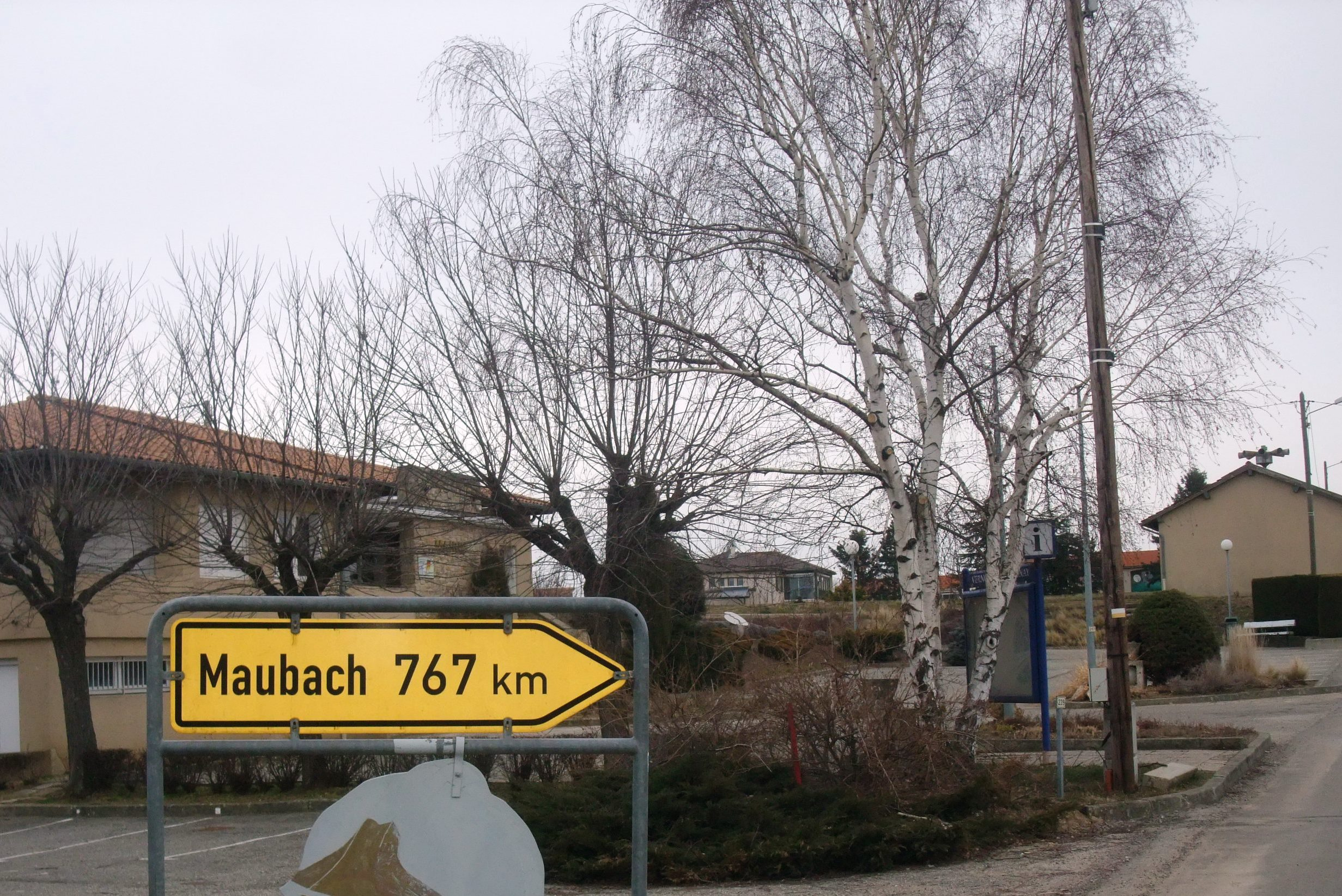
La commune s'est jumelée officiellement en 2006 avec la ville allemande de Maubach.

Sapeurs-pompiers (depuis 1888), Sou des Écoles (1934), ACCA (1939), AEP APEL St-Joseph (1948), conscrits et magnons, FNACA (1975), Comité des Fêtes (1977), Aînés Club des Sans Soucis (1981), AFR.
Amicale Boules (1943), ASV Basket (1971), Gymnastique (1979), Tennis (1990), Vernosc Auto Sport (1995), Capoeira (2008).
Société de Musique L'Espérance (1886), École Départementale de Musique (2001).
Groupe folklorique Les Pas Perdus (1976), Comité d'Amitié Vernosc-Maubach (1986), Bibliothèque (1987) Au Fil des Pages (1992), Au fil du Pont (2011), Vincent Patterning.

#### Le basket

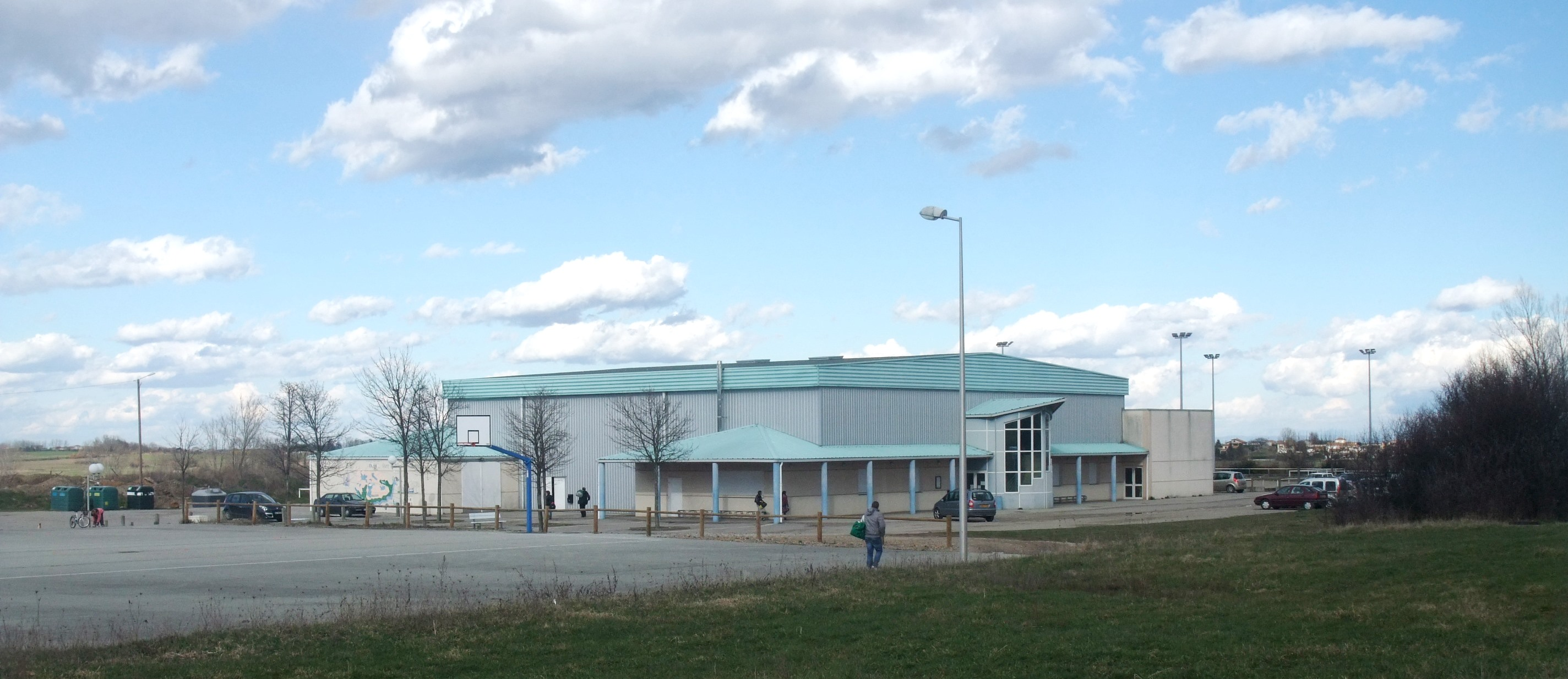
La salle de Fontas, ouverte en 1995, a donné un nouvel élan au club.

L'activité a commencé en 1967 avec la pratique du mini basket lancée par l'instituteur de l'école publique, puis avec l'incorporation des joueurs dans les équipes de Talencieux. En 1971, la municipalité a fait goudronner un terrain dans la cour de l'ancienne école. Le club Association Sportive de Vernosc s'est créé la même année en engageant cinq équipes et il comptait une soixantaine de licenciés en 1977. Au début, des années 1980, le club a connu un passage à vide. Pour assurer l'avenir, une école de basket a été créée en 1985. Le club a connu une belle progression ensuite : 70 licenciés en 1988, 90 en 1994, 116 en 1995 à l'ouverture de la salle de Fontas. La vitalité du club s'est poursuivie dans les années 2000, de 124 licenciés en 2001 à 260 en 2013. Les résultats ont suivi: les garçons 1 jouant en Région ont atteint le niveau Pré Nationale en 2012. Cette réussite n'est pas seulement le fruit de bonnes conditions extérieures. Elle est aussi le résultat d'un dynamisme volontaire au sein du club, avec un grand souci de structuration, de formation, d'encadrement et de communication. En 2013, le club a fusionné avec celui de Davézieux, pour mutualiser les disponibilités de salles et d'encadrement. C'est désormais le VDB : Vernosc Davézieux Basket, avec un des plus nombreux effectifs en Ardèche.

#### Les Pas perdus

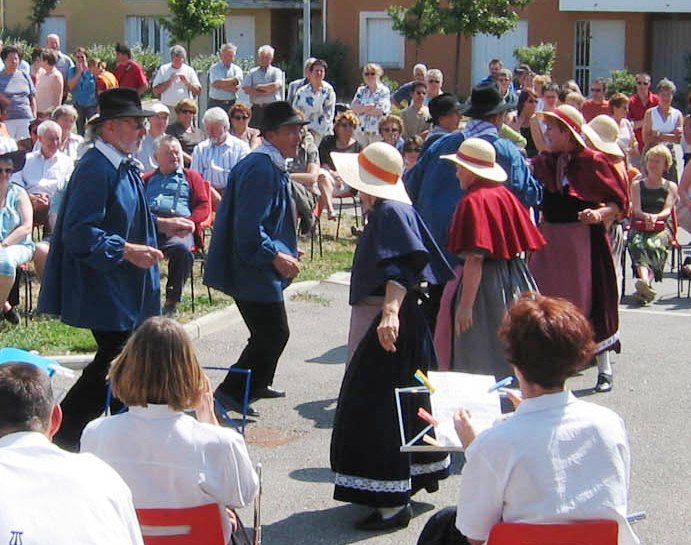
Pour entretenir les traditions folkloriques.

Ce groupe de danses folkloriques a démarré en 1976 au sein du Sou de l'école publique. Il a pris son nom en 1983 et s'est constitué en association en 1991. Il pratique plus volontiers les danses traditionnelles du Haut Vivarais, avec costume ardéchois. Mais il n'hésite pas à leur apporter une touche personnalisée, en conservant le style et l'esprit. Des accordéonistes accompagnent les danseurs et danseuses. Le groupe ne manque pas d'occasions d'animations en France, mais aussi à l'étranger : notamment il se produit volontiers chez ses partenaires allemands de Maubach et anglais de Chelmsford.

#### Maison de la musique et des pratiques amateurs - Annonay Rhône Agglo

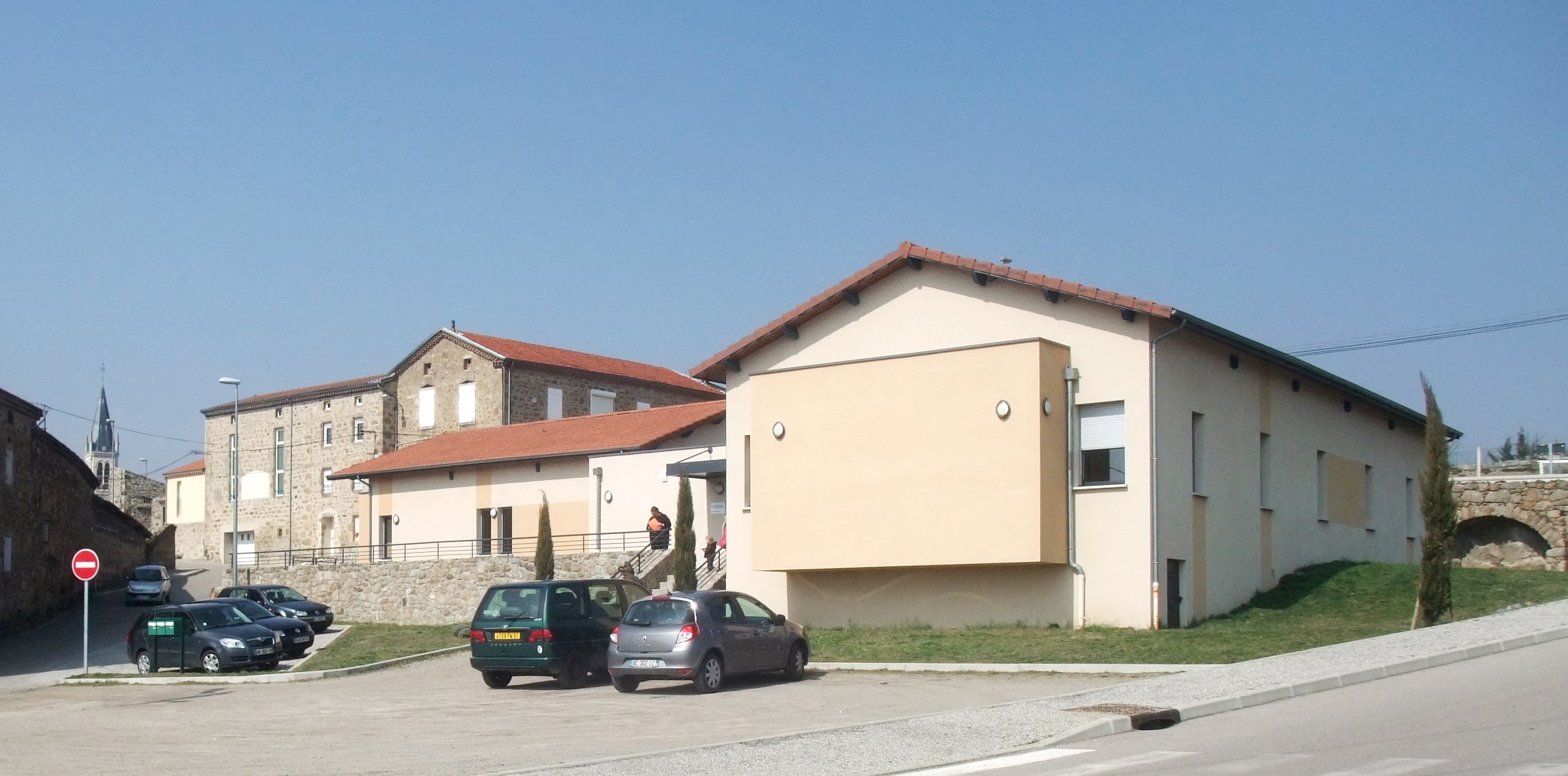
Un lieu de rendez-vous bienvenu pour les activités culturelles.

La société de musique L'Espérance est la plus ancienne société de Vernosc. Fondée en 1885, elle a connu un arrêt entre les deux guerres, puis a repris en 1946. En 1975, elle a créé sa propre École de Musique. En 2001, la commune a décidé d'adhérer au syndicat mixte Ardèche Musique et Danse. En 2009, l'Espérance et l'École départementale ont bénéficié de la construction d'une Maison de la Musique de 450 m2, aménagée à l'emplacement de l'ancien théâtre. Depuis le 20 juin 2015, cette Maison porte le nom de Pascal Torgue. À la suite de la dissolution du Syndicat mixte Ardèche Musique et Danse, les élus communautaires d'Annonay Rhône Agglo ont décidé la création d'un conservatoire intercommunal réunissant celui d'Annonay et les quatre antennes implantées sur les communes de Boulieu-lès-Annonay, Limony, Vanosc et Vernosc-lès-Annonay. Cette décision s'applique dès la rentrée 2023/2024.

### Médias
La commune est située dans l'aire de distribution de deux organes de presse régionaux :
- L'Hebdo de l'Ardèche est un journal hebdomadaire français basé à Valence. Il couvre l'actualité de tout le département de l'Ardèche.
- Le Dauphiné libéré est un journal quotidien de la presse écrite française régionale distribué dans la plupart des départements de l'ancienne région Rhône-Alpes, notamment l'Ardèche. La commune est située dans la zone d'édition d'Annonay.

## Économie

### Une agriculture encore vivante

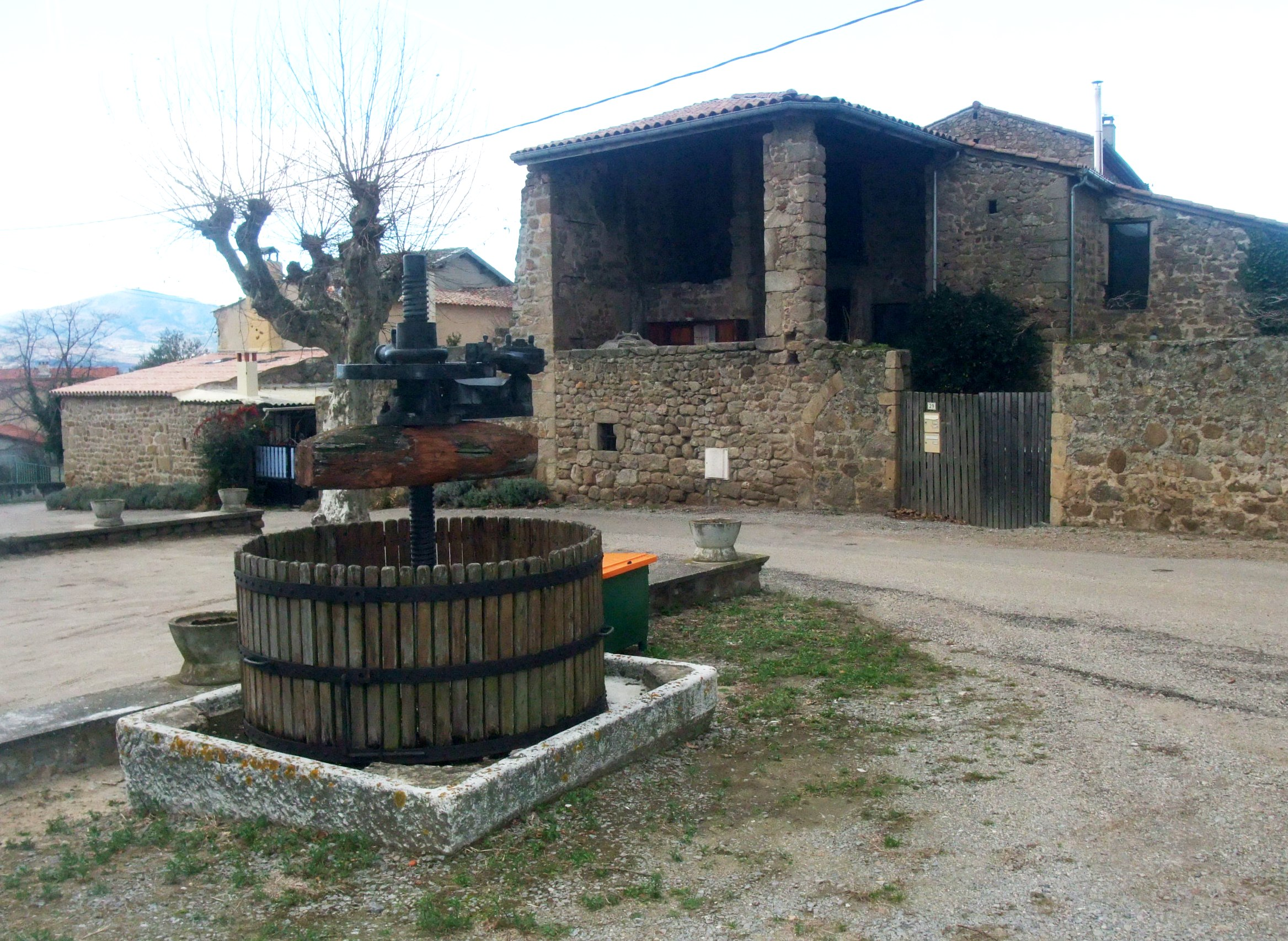
Un témoin du passé viticole, exposé au hameau de Grange Sainte Claire. Mais il reste encore quelques producteurs.

Le plateau de Vernosc est resté un secteur propice à l'agriculture. Les terres les plus plates permettent la culture des céréales. Les secteurs trop humides et trop secs sont utilisés en prés. Mais comme les rendements restent relativement modestes, la culture du blé meunier reste assez rare. Les agriculteurs cultivent plutôt des céréales qui nourriront leur cheptel: du maïs pour l'ensilage, du seigle sur terrains secs, ou du triticale, hybride de blé et de seigle utile aussi pour sa paille. On pourrait dénombrer ainsi environ 300 bovins élevés sur la commune pour la production de lait ou de viande. Il y a aussi un troupeau de moutons et un troupeau de chèvres.
La vigne a été aussi cultivée autrefois, sur environ 15 % des parcelles aux XVIIe et XVIIIe siècles. Sa culture a diminué, mais reste encore favorable sur les coteaux exposés au sud qui dominent la Cance. Un viticulteur de Vert s'y est spécialisé en vin biologique.
Pour les vergers, l'évolution va plutôt dans le sens d'une progression, avec notamment des pêchers et des pommiers qui profitent des possibilités d'irrigation du lac de Vert. Anecdote d'un temps, la culture du tabac a été pratiquée dans les années 1970 et 1980, mais l'évolution des marchés l'a rendue ensuite trop coûteuse.

### Des changements d'échelle
À part quelques grands domaines appartenant à des bourgeois annonéens, le territoire agricole de Vernosc a été traditionnellement très morcelé : le cadastre de 1642 recensait un peu plus de 200 propriétaires, pour 3 000 parcelles. Le remembrement essayé en 1964 n'a pas pu aboutir. Au fil des derniers siècles, bien sûr, le nombre d'habitants pouvant vivre de la terre n'a cessé de diminuer. Pendant un certain temps, certains ont pu continuer à entretenir leurs petites exploitations, tout en allant travailler dans les industries les plus proches. Mais le nombre d'exploitations a quand même baissé. De 80 exploitations en 1950, on est passé en 2000 à 39 exploitations, dont 17 professionnelles pour un total de 50 temps pleins. En 2013, il reste une dizaine de grandes exploitations qui font vivre une quinzaine de professionnels. On peut rajouter à ce nombre une quinzaine d'exploitations entretenues par des « doubles actifs ».

### Plusieurs coopératives

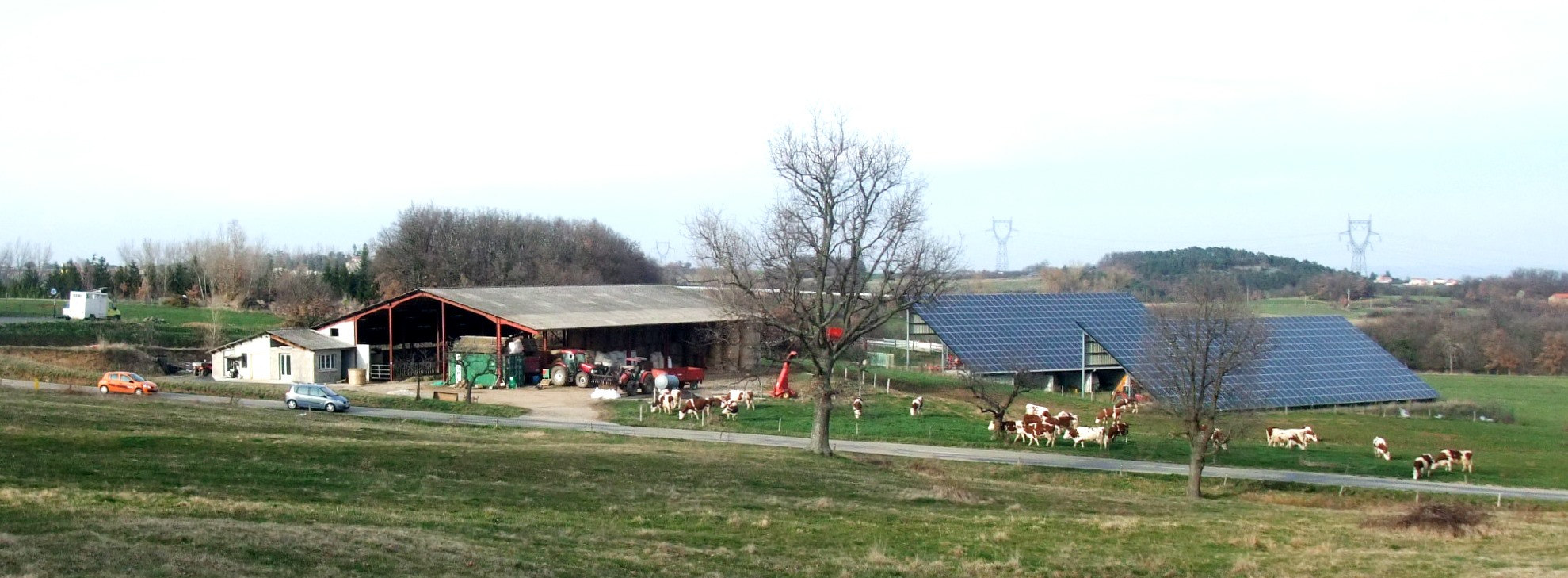
Le matériel de la Coopérative est maintenant abrité sous des toits photovoltaïques.

À partir de 1949, la vie agricole de Vernosc a pris des formes collectives avec la création de plusieurs Cuma (Coopératives d'Utilisation de Matériel Agricole). La première s'est créée en 1949 pour l'achat d'une batteuse. Dans les années 1960 et 1970, trois autres Cuma se sont créées par secteurs, pour des matériels divers. Une autre a été créée ensuite pour la congélation collective, puis encore une autre pour l'ensilage. En 1989, les Cuma de secteurs ont eu l'occasion de rénover leur matériel en se regroupant. Depuis, cette coopérative fonctionne à plein, augmentant sans cesse son activité, et renouvelant rapidement son matériel. Elle loue une trentaine de machines, aussi bien aux exploitants professionnels, qui l'utilisent beaucoup, qu'à des utilisateurs moins fréquents. Elle est utilisée sur Vernosc, mais aussi sur Talencieux, Davézieux, Saint-Cyr… Un salarié à temps plein accompagne et entretient les engins. On repérera facilement les deux hangars de la Cuma, au bord de la route de Talencieux, près de la ferme bio de Vincent et Myriam Perrier. Ils profitent des deux toits voltaïques qui ont été construits et qui sont exploités par une société extérieure.

### La zone d'activités des Priaux

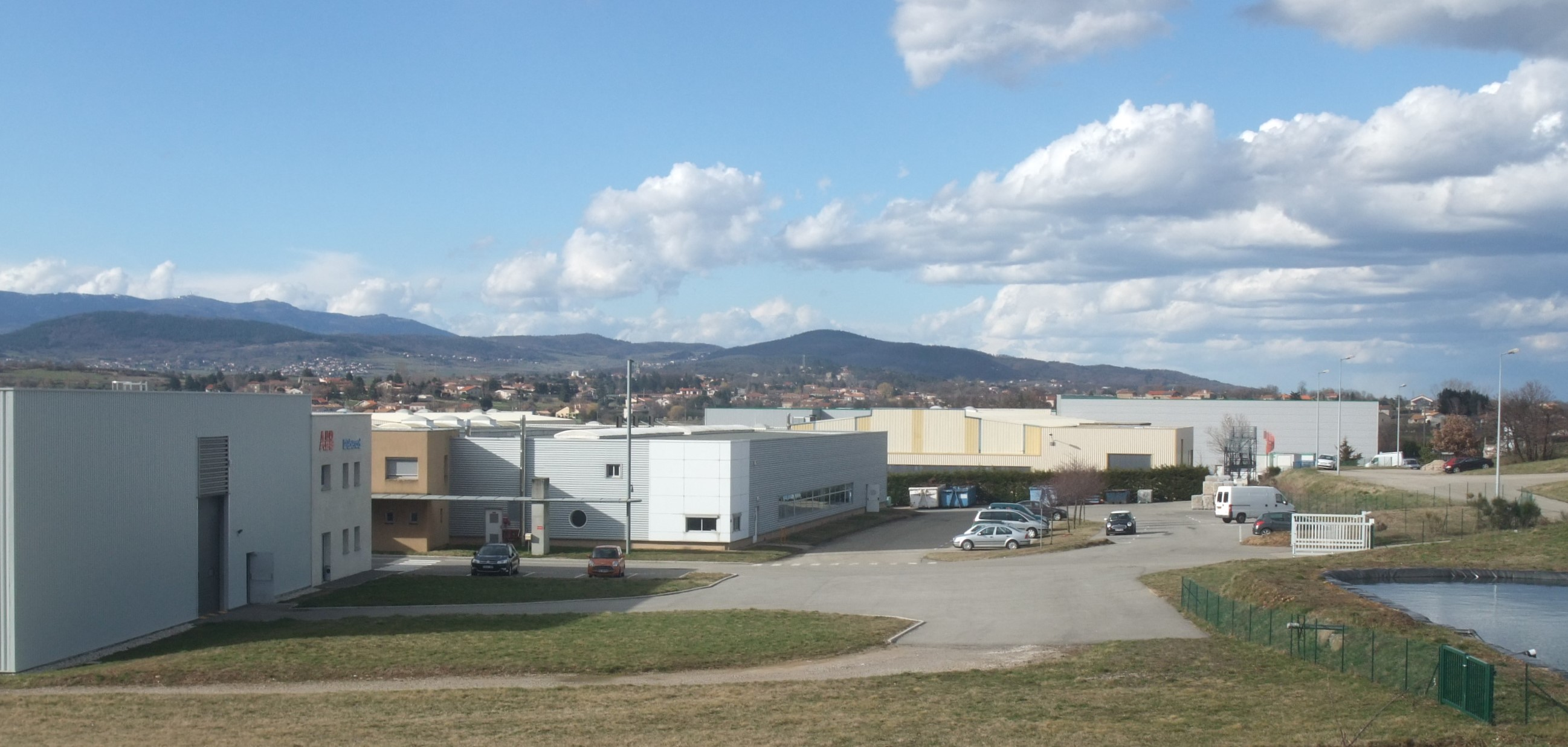
La zone créée en 1990 s'est assez rapidement remplie.

Une première usine, pratiquant le tissage, a existé au bourg à partir de 1925, et jusqu'en 1971. Ensuite, le bâtiment a abrité d'abord une fabrique de sièges métalliques puis, en 1976, la société L'Ebénoïd, avec sa filiale Jasco, pour de la fabrication de matériel électrique. En 1995, la société qui voulait s'agrandir a fait construire sur la zone des Priaux. Elle a encore doublé sa surface de production en 2009. Elle fabrique toujours des luminaires pour résidences et tertiaire. Elle est maintenant un des 18 sites français du groupe mondial ABB (135 000 employés), spécialisé dans l'énergie électrique.
En 1990, le 1er lot de la zone d'activités des Priaux a été vendu à l'usine d'escaliers de M. Bombrun qui était déjà installée à Grange Seux et qui voulait s'agrandir. Les Escaliers de Vernosc se sont spécialisés dans la fabrication d’escaliers, paliers et rampes d'accès en acier galvanisé ou thermolaqué.
La société Pixel Tech a été créée en 1997 à Annonay. Elle propose des solutions informatiques pour les impressions grand format ou pré-presse. Elle s'est installée en 2005 à Vernosc et a créé en 2007 à Lyon une succursale de démonstration. Elle emploie au total une quinzaine de personnes: techniciens, administratifs et commerciaux. En 2014, elle a cédé ses locaux à Concept Fruits.
La société Concept Fruits (anciennement Ardèche Marrons) a été créée en 1975 par un collectif d'agriculteurs puis a connu ensuite divers repreneurs. En 2003, Bernard Guillien a racheté l'entreprise en espérant bien développer l'intérêt culinaire du marron. En 2008, l'entreprise a été rachetée par le groupe Roger Descours, spécialiste du fruit surgelé de qualité. Elle a été rebaptisée Concept Fruits, sous la direction de Jean-Louis Mermet. Elle reste spécialisée dans la transformation de la châtaigne et entend toujours valoriser et développer ses produits: marrons cuits, purée ou crème. L'usine de 6 000 m2 a ouvert à l'automne 2013 avec une trentaine d'employés. L'ouverture d'un magasin d'usine est en projet.

### La Médiathèque départementale de l'Ardèche[17]

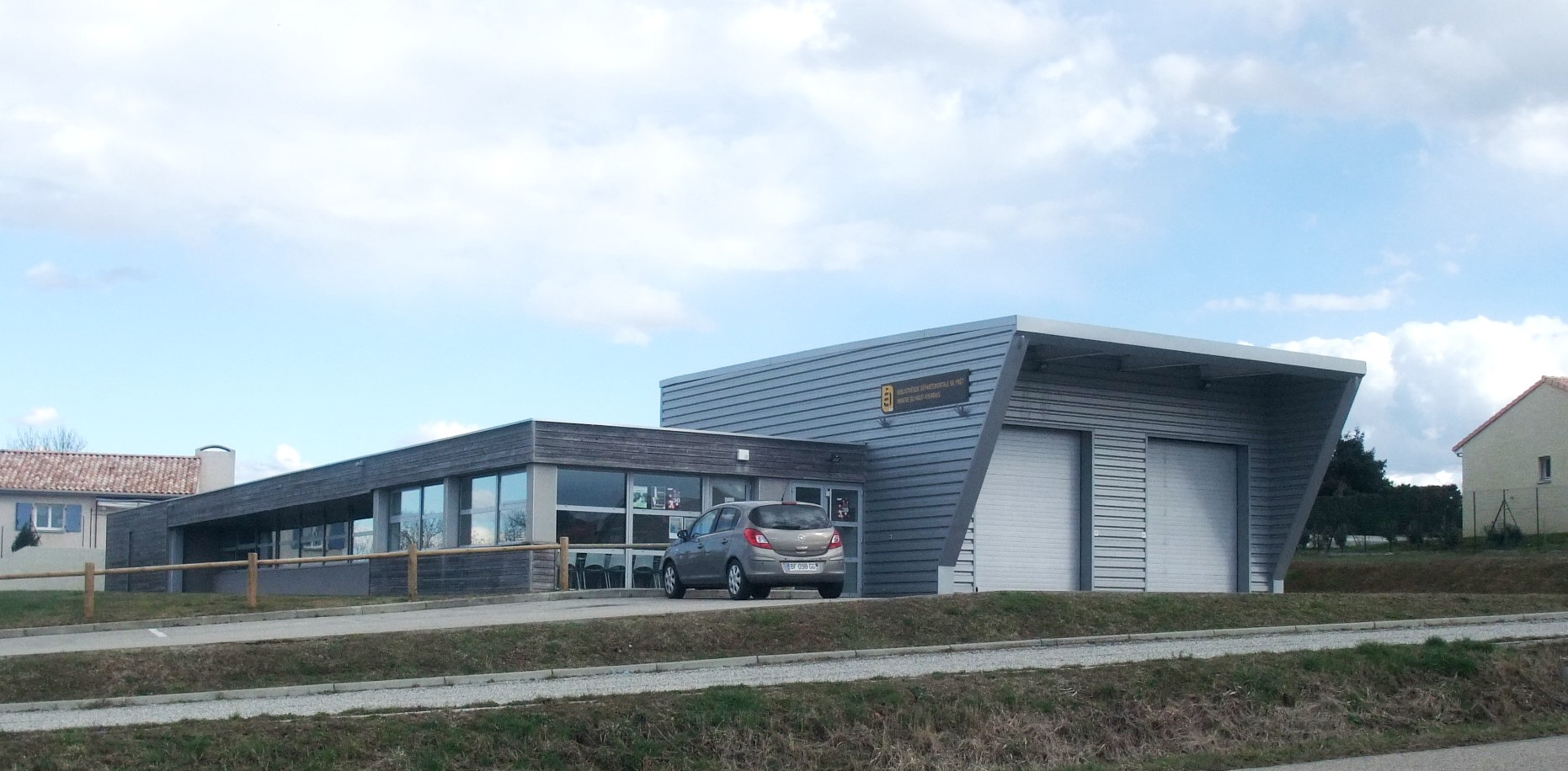
Cette annexe dessert une cinquantaine de bibliothèques municipales du Nord Ardèche.

Ce bâtiment de 590 m2 implanté en 2003 constitue l'« annexe du Haut Vivarais » de la Médiathèque départementale de l'Ardèche (MDA), anciennement Bibliothèque départementale de prêt, dont les services principaux sont installés à Veyras près de Privas. Cette annexe accompagne une cinquantaine de bibliothèques du nord du département. 

### Commerces et services
- Centre commercial : épicerie bar, boulangerie, boucherie, coiffeuse, esthéticienne, agence postale, auto-école.
- Plateau médical Valle Quantia : médecin, infirmières, kinés, sage-femme, ostéopathe, orthophoniste.

## Culture locale et patrimoine

### Lieux et monuments
- Ancienne église de Vernosc-lès-Annonay.
- Chapelle de Moulin sur Cance.

#### L'église

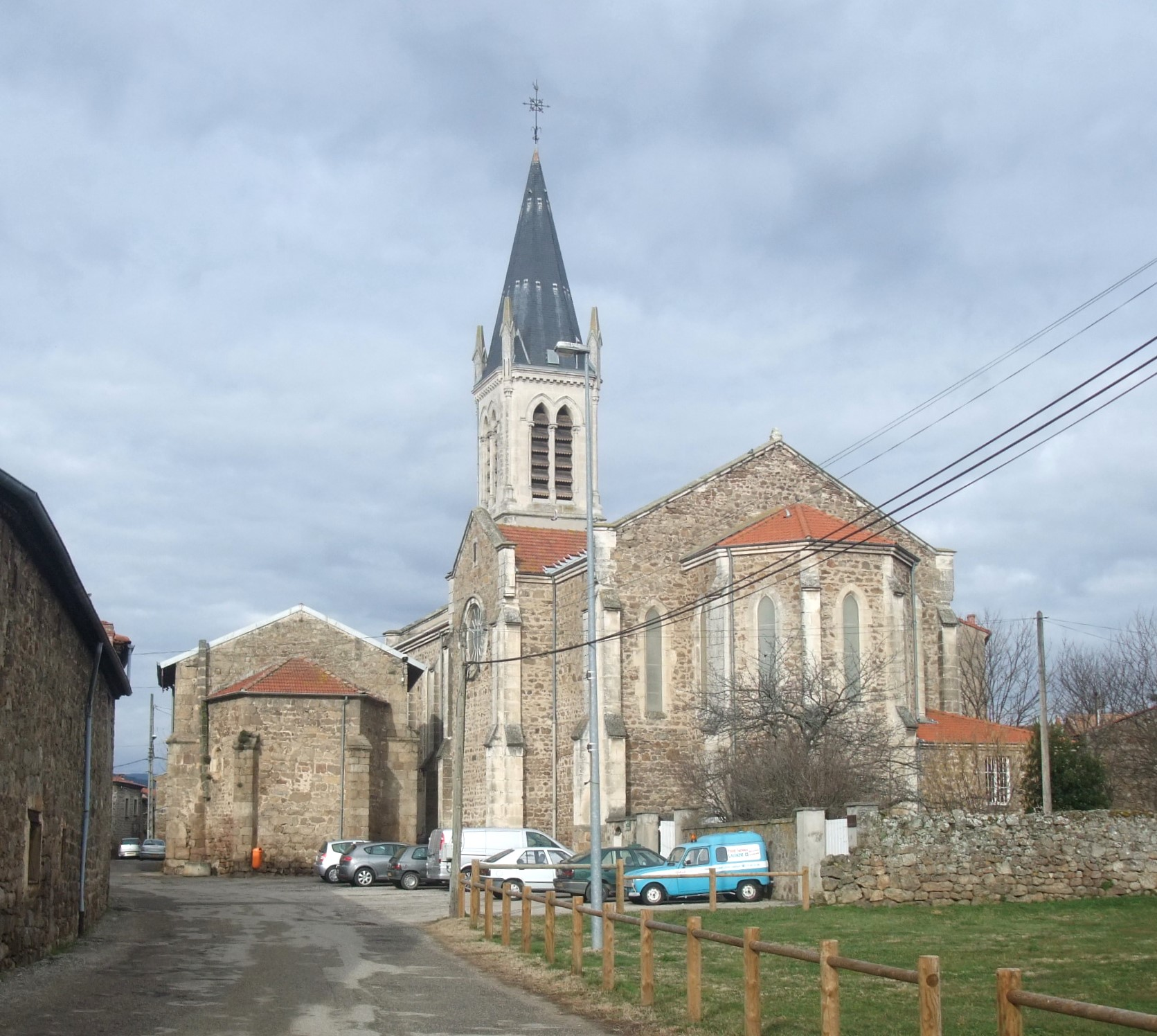
Le chœur de l'ancienne église a été conservé, à côté de l'église néogothique achevée en 1885.

Comme beaucoup d'églises de la région, celle de Vernosc a fait l'objet d'une reconstruction à la fin du XIXe siècle. Un premier bâtiment de culte a sûrement existé dès le Moyen Âge, en subissant ensuite des agrandissements ou des reconstructions. L'avant-dernière église devait dater du XVIe siècle et avait été remaniée à la fin du XVIIe siècle. C'est son mauvais état qui a fait décider de sa démolition en 1882. Le chœur en a été conservé pour servir de mairie. Il reste toujours visible à côté de la nouvelle église. Cette dernière a été achevée en 1885, et son clocher en 1897. Des restaurations importantes ont été nécessaires en 1986. Elle est dédiée à saint Grégoire.

#### La gare de Midon

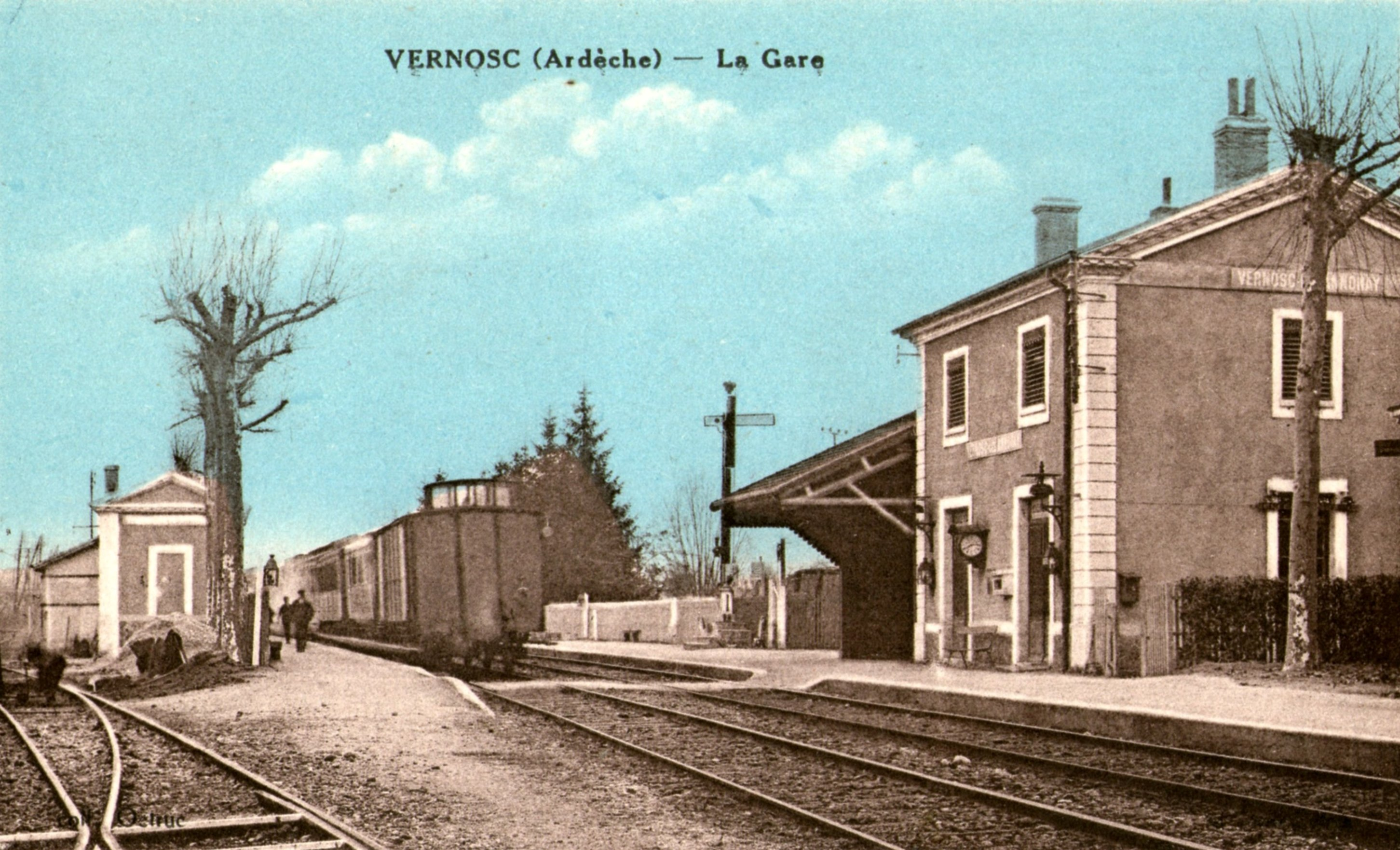
La gare de Midon a fonctionné entre 1871 et 1958.

La voie ferrée de Saint-Rambert-d'Albon à Annonay est entrée en service en 1869 et l'ouverture d'une gare à Midon date de 1871. Cette station a connu jusqu'à 14 arrêts par jour en 1924. Le chemin de fer a facilité évidemment les déplacements et les livraisons de fruits vers Annonay. Mais la ligne a été aussi bien utilisée dans l'autre sens : les dimanches, beaucoup d'Annonay venaient faire leur sortie en campagne au hameau de la Gare qui s'était peu à peu équipé : pas moins de 4 cafés et 10 jeux de boules qui ont accueilli retrouvailles amicales, banquets de classes et repas de noces. Mais la fréquentation ayant fortement diminué, la station a fermé ses portes en 1958. Un grand centenaire a été fêté en 1970, mais cela n'a pas empêché la fermeture définitive de la ligne en 1987. La commune a racheté le bâtiment et le site en 1988, puis les 5,5 km de voies en 1991. Au fil des ans, ces anciennes voies ont tendance à s'embroussailler, à l'exception du long tunnel de Midon, toujours apparemment intact, avec ses 782 mètres de ligne droite. 

#### Le lac de Vert

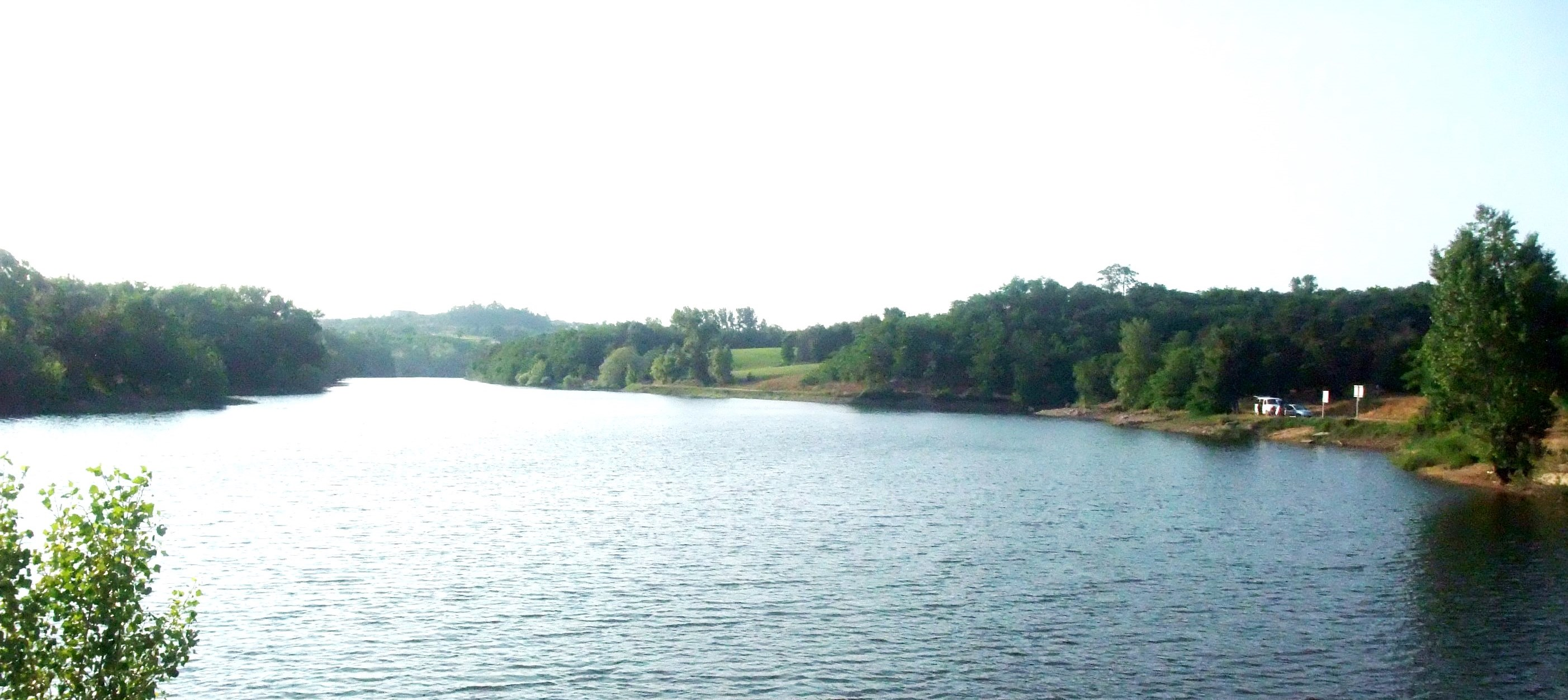
Le lac a été créé pour l'irrigation agricole en 1970.

Ce lac a été construit pour l'irrigation, en 1970, à proximité des champs et des vergers de Vernosc et de Talencieux. Il a été rehaussé vingt ans plus tard pour pouvoir contenir jusqu'à 420 000 m3. Ses pompes permettent à la centaine d'adhérents de l'association d'irriguer 130 ha avec 24 km de canalisations qui s'en vont sur Vernosc mais aussi sur Talencieux. Selon les années, les agriculteurs utilisent entre un tiers et deux tiers du volume disponible. En conséquence, on le trouvera forcément plus bas l'été que l'hiver. Il n'a pas donc vocation à accueillir la baignade ou le canotage. La pêche, par contre, y est admise, et y est un loisir bien pratiqué. Le pique-nique y est aussi accepté. Un chemin de terre longe la rive gauche. Un projet d'aménagement permettra d'en faire le tour.

#### La vallée de la basse Cance

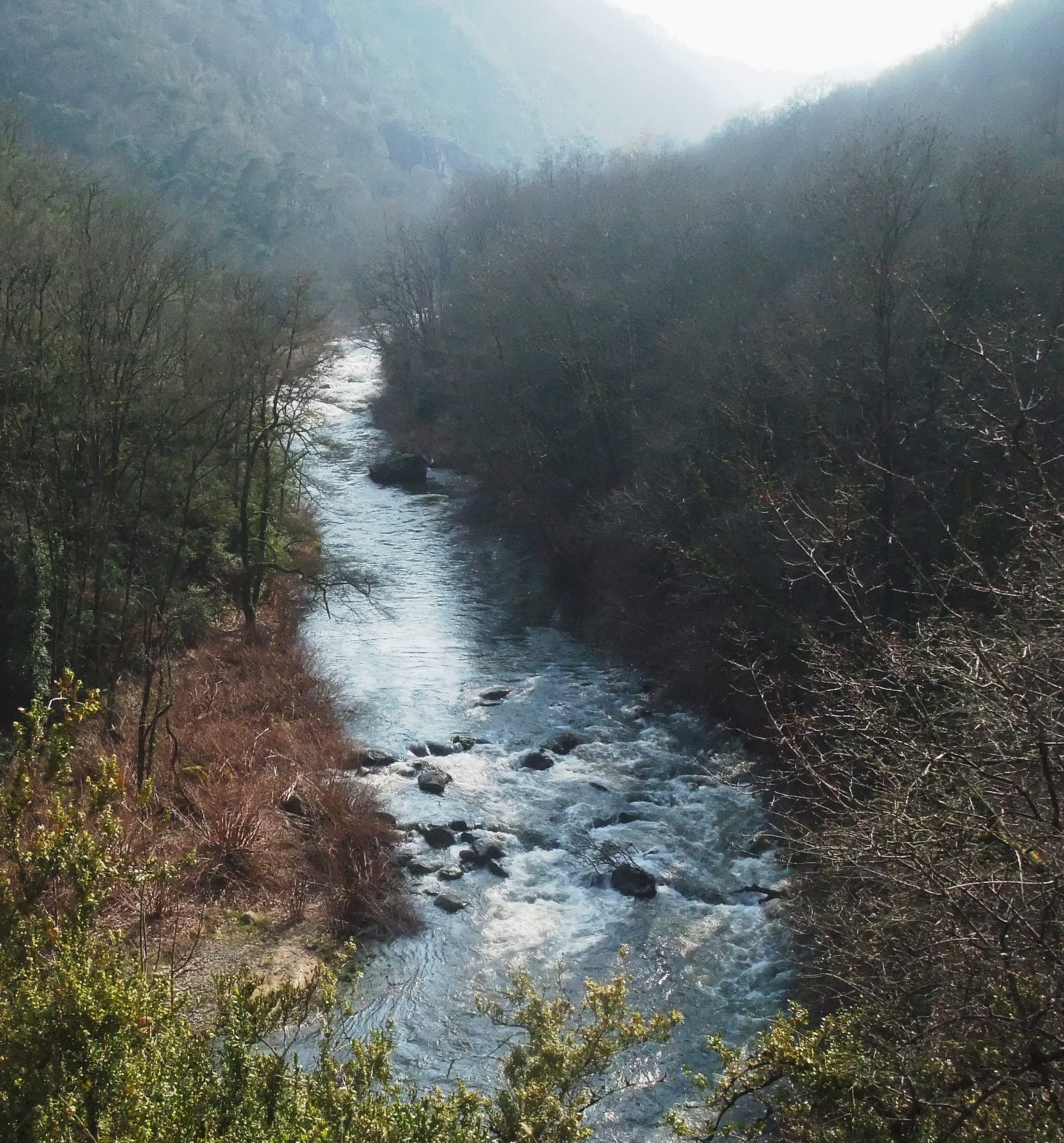
Une vallée sauvage, avec un patrimoine naturel et historique.

La rivière Cance rejoint le Rhône par une vallée encaissée sur une distance de 15 km. Cette vallée a conservé un caractère naturel et sauvage, car rares sont les habitations qui s'y sont installées. En 1899, une petite route, la RD 270, a été construite sur le flanc de la rive gauche. La voie est étroite et très sinueuse, ce qui la rend dangereuse et peu commode pour relier en voiture Annonay au Rhône. Par contre, elle est très appréciée des cyclistes pour sa tranquillité et ses pentes douces. On peut aussi s'y promener à pied sans grand souci, ou y accéder par des sentiers qui descendent de Vernosc, de Vert ou de Talencieux. Plusieurs curiosités émaillent le trajet: l'imposante Roche Péréandre, l'ancien site industriel de Cance et son pont suspendu historique, le hameau de Tourtel et son ancien moulin, les vestiges des exploitations minières, le pittoresque défilé d'Assuis.

#### LaRoche Péréandre

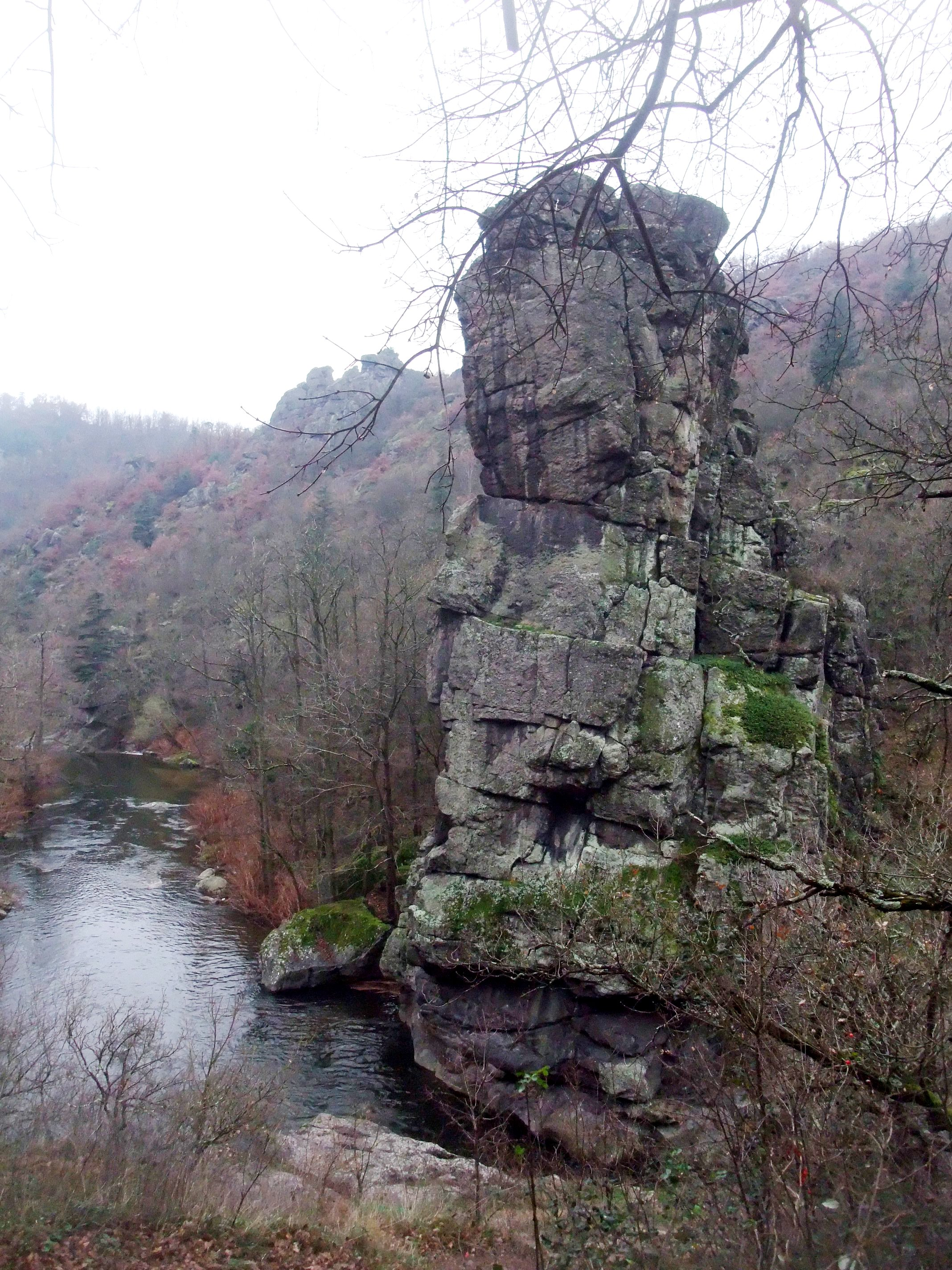
Un monolithe naturel impressionnant.

Cet imposant monolithe de 39 mètres de hauteur est posé comme une sentinelle à un coude de la rivière, dans la vallée encaissée de la Cance. Situé sur la rive droite, il se trouve sur le territoire communal de Roiffieux. Mais l'approche du site n'est pratique que rive gauche, côté Vernosc, par la petite route de la vallée. On trouvera à ce rocher impressionnant la forme qu'on voudra et son nom peut avoir plusieurs origines: sans doute au moins celui du mot pierre. Sa constitution de granite plus dur lui vaut certainement sa résistance à l'érosion. Paradoxalement, on pourra remarquer que seuls les quelques mètres de sa base ont été lissés par le passage du courant. Cela peut laisser supposer qu'auparavant la Roche a pu être noyée entièrement ou presque à la période géologique où des bras de mer sont remontés jusque-là.

#### L'ancienne usine de Moulin sur Cance

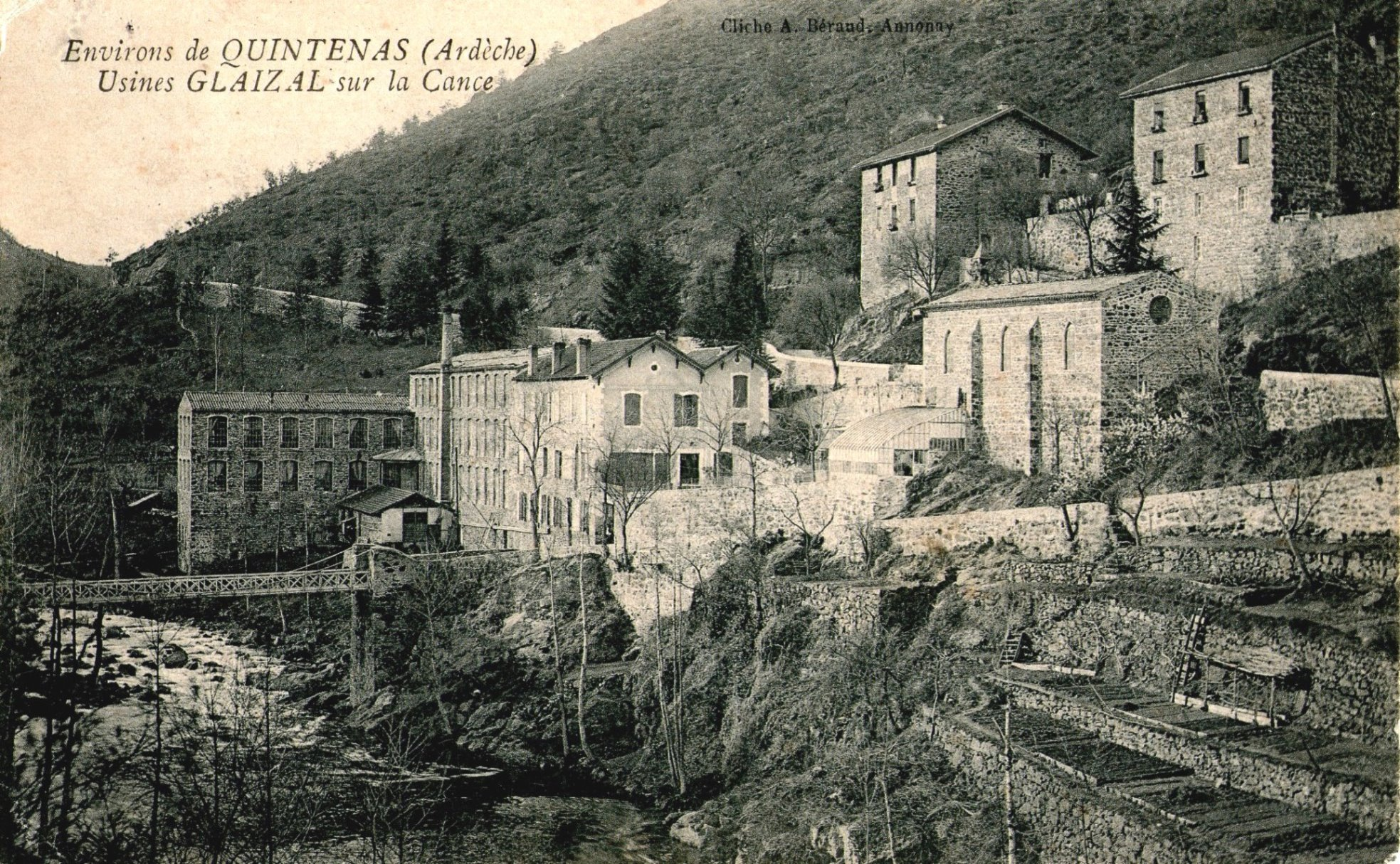
Le site industriel de Moulin sur Cance, avec sa passerelle suspendue et son église.

Les premiers bâtiments, construits en 1860, se trouvaient sur la rive droite de la Cance, côté Quintenas. Après deux incendies, les bâtiments d'usine ont été reconstruits vers 1900 sur la rive gauche côté Vernosc. En 1928, le site comptait 90 métiers à tisser et 10 moulins et occupait 70 salariés. En 1931, le site a intégré le groupe des Tissages de Soieries Réunis, qui avaient été développés par Émile Glaizal. Il s'est alors spécialisé dans le moulinage de la soie artificielle, puis dans la fabrication de la mousse nylon. Deux turbines fournissaient l'électricité nécessaire aux machines. Le site comprenait aussi un réfectoire et un dortoir pour les ouvrières et même une chapelle. Son activité a été arrêtée définitivement en 1965. Actuellement, on retrouve facilement les ruines de cet ancien site dans ce creux de vallée tranquille. Son intérêt principal est maintenant le petit pont suspendu de type Seguin restauré en 2013. Deux sentiers sympathiques permettent de rejoindre en boucle le plateau en passant aussi près de la Roche Péréandre.

#### Le pont suspendu de Marc Seguin

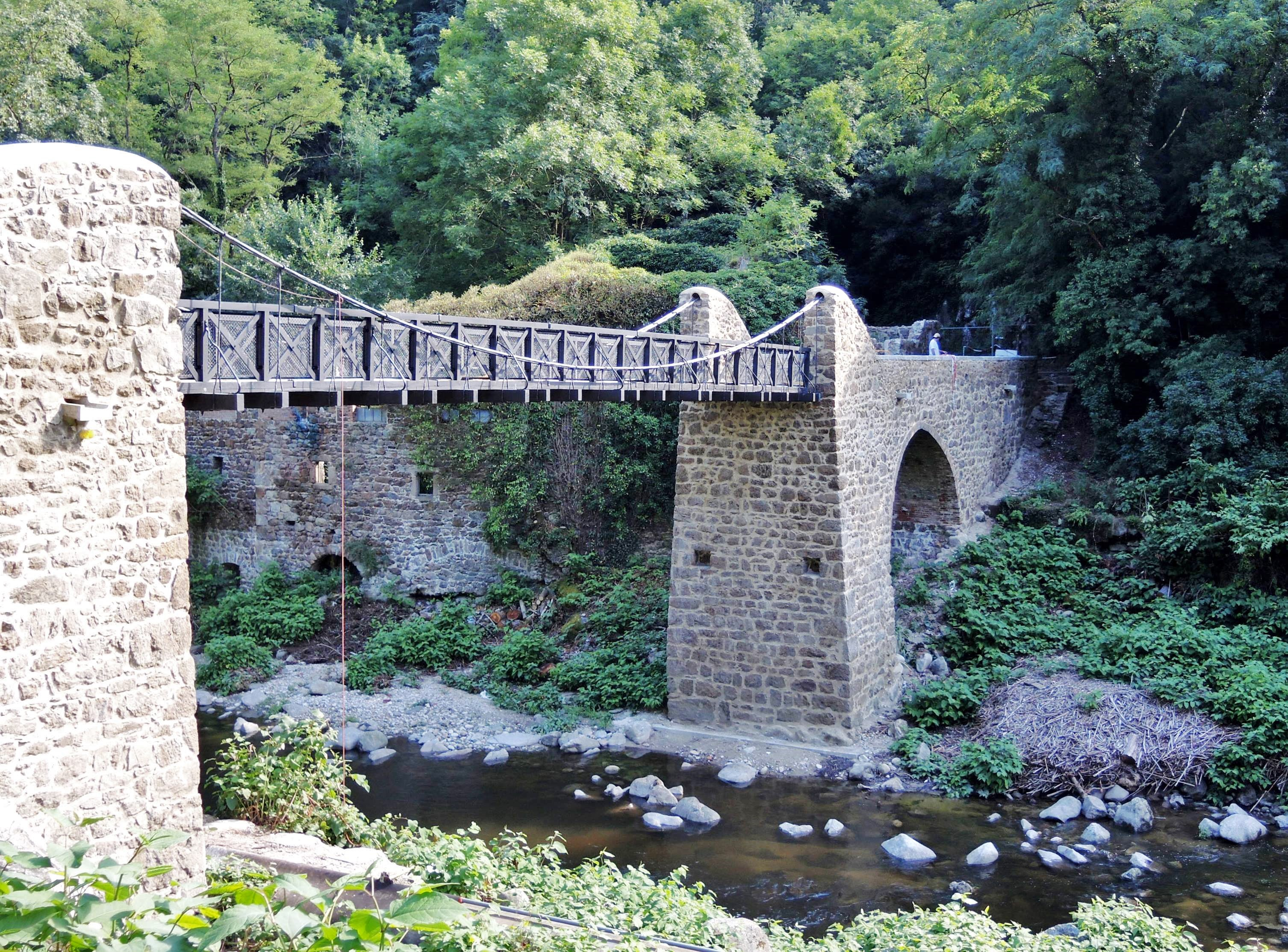
Le plus ancien témoin des techniques de Marc Seguin a été restauré avec fidélité.

Un petit pont avait été construit vers 1863 pour relier les deux rives du site industriel. La technique utilisée a été celle d'un pont suspendu selon la méthode qu'avait mis à l'honneur l'Annonéen Marc Seguin à partir de 1823. Au fil des ans et avec l'abandon du site, cette passerelle, très abîmée, était devenue hors d'usage. Malgré tout, elle a été classée monument historique en 1981. Sa reconstruction a été récemment réalisée, mais à l'identique, car elle est le dernier témoin des techniques de son époque.

### Personnalités liées à la commune
- Charles François d'Aviau du Bois de Sanzay (1736-1826), archevêque de Vienne et fondateur, durant la Révolution, d'un séminaire clandestin caché un temps dans la commune.

### Héraldique
|  | Vernosc-lès-Annonay possède des armoiries dont l'origine et le blasonnement exact ne sont pas disponibles. |